# Biblioteca comunale di Trento
La Biblioteca comunale di Trento  è una biblioteca pubblica civica e costituisce il centro di un sistema cittadino di biblioteche, suddiviso fra più sedi. L'edificio di via Roma è il centro di un sistema composto di sedi periferiche, punti di prestito e un bibliobus. 
La Biblioteca possiede la più ampia raccolta di materiale librario inerente alla città di Trento, e più in generale all'intero Trentino: è inoltre destinataria del deposito legale per il territorio provinciale.
Nata come biblioteca universale di studio e al contempo ispirata alla Landesbibliothek tedesca (votata alla memoria e alla documentazione della cultura locale), è deputata sia alla pubblica lettura (con sezioni dedicate a ragazzi e adulti) sia alla conservazione (documenti iconografici, testi a stampa prodotti con i mezzi della cosiddetta "galassia Gutenberg" e anche più recenti, manoscritti di tutti i tipi).
Segue, nell'erogazione dei servizi, il modello della "biblioteca tripartita (Dreigeteilte Bibliothek): settore d'ingresso per centri d'interesse, scaffale aperto sistematico, deposito".
Le sue raccolte sono consultabili online tramite l'OPAC del Catalogo Bibliografico Trentino, che comprende anche il materiale delle oltre 150 biblioteche pubbliche e private della Provincia autonoma di Trento.

## Storia
(Adolfo Cetto)
La nascita della Biblioteca comunale di Trento fu travagliata. 
Il percorso che portò alla sua inaugurazione ebbe inizio con alcune donazioni (nella forma di materiale librario e fondi) ad opera di personaggi locali (tra gli altri: Giovanni Benedetto Gentilotti, Antonio Mazzetti e la famiglia Sizzo). Trascorsi il periodo delle guerre napoleoniche (con truppe di stanza a Trento), i conflitti politico-giurisdizionali tra le varie istituzioni coinvolte, i moti del 1848 e il colera del 1855, la Biblioteca poté aprire al pubblico nel gennaio del 1856.

### L’accumulo del materiale librario per il "pubblico beneficio".

#### Il testamento Gentilotti e la nascita della Biblioteca seminariale

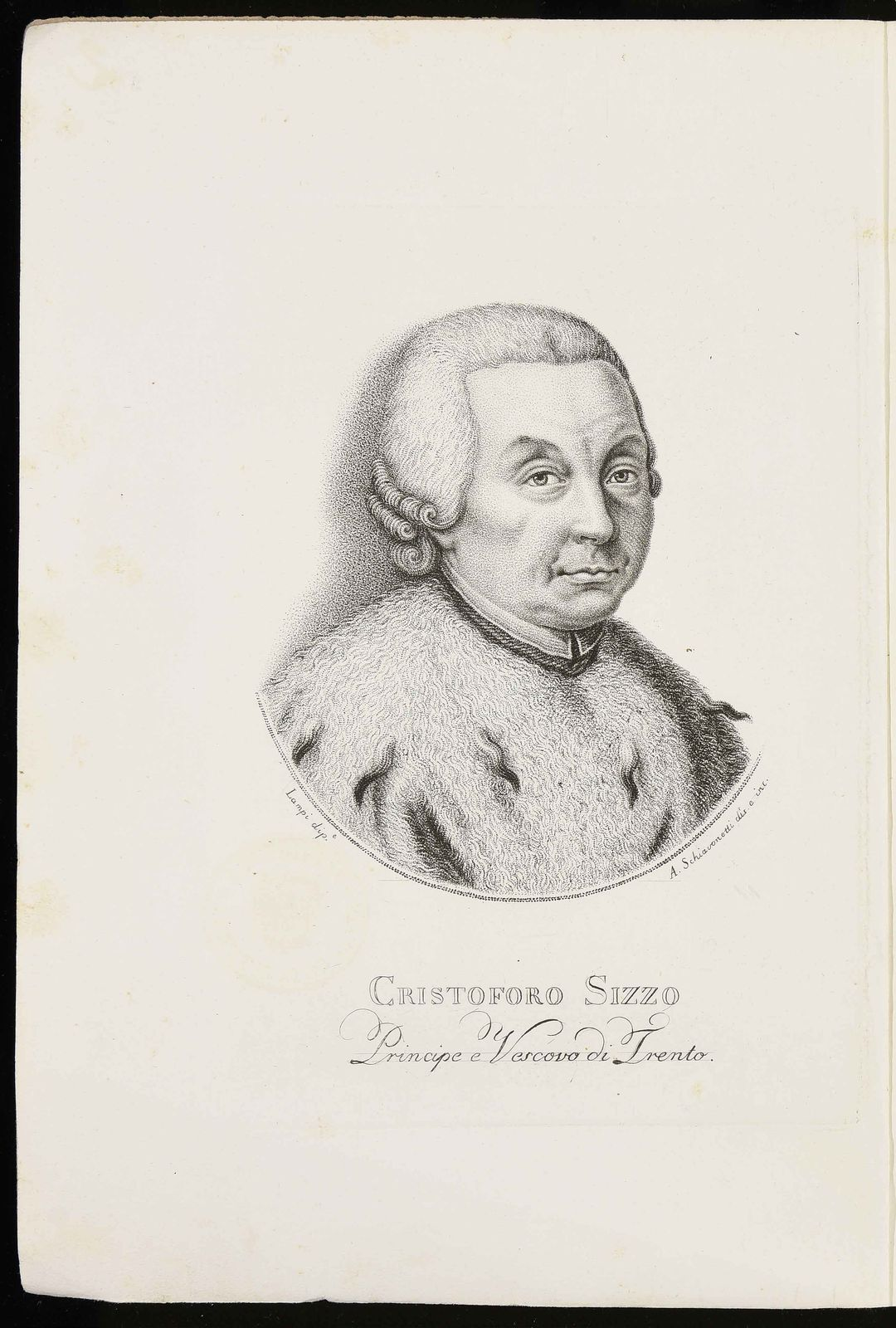
Il principe vescovo Cristoforo Sizzo. Calcografia di Schiavonetti. Immagine da Biblioteca Digitale Trentina

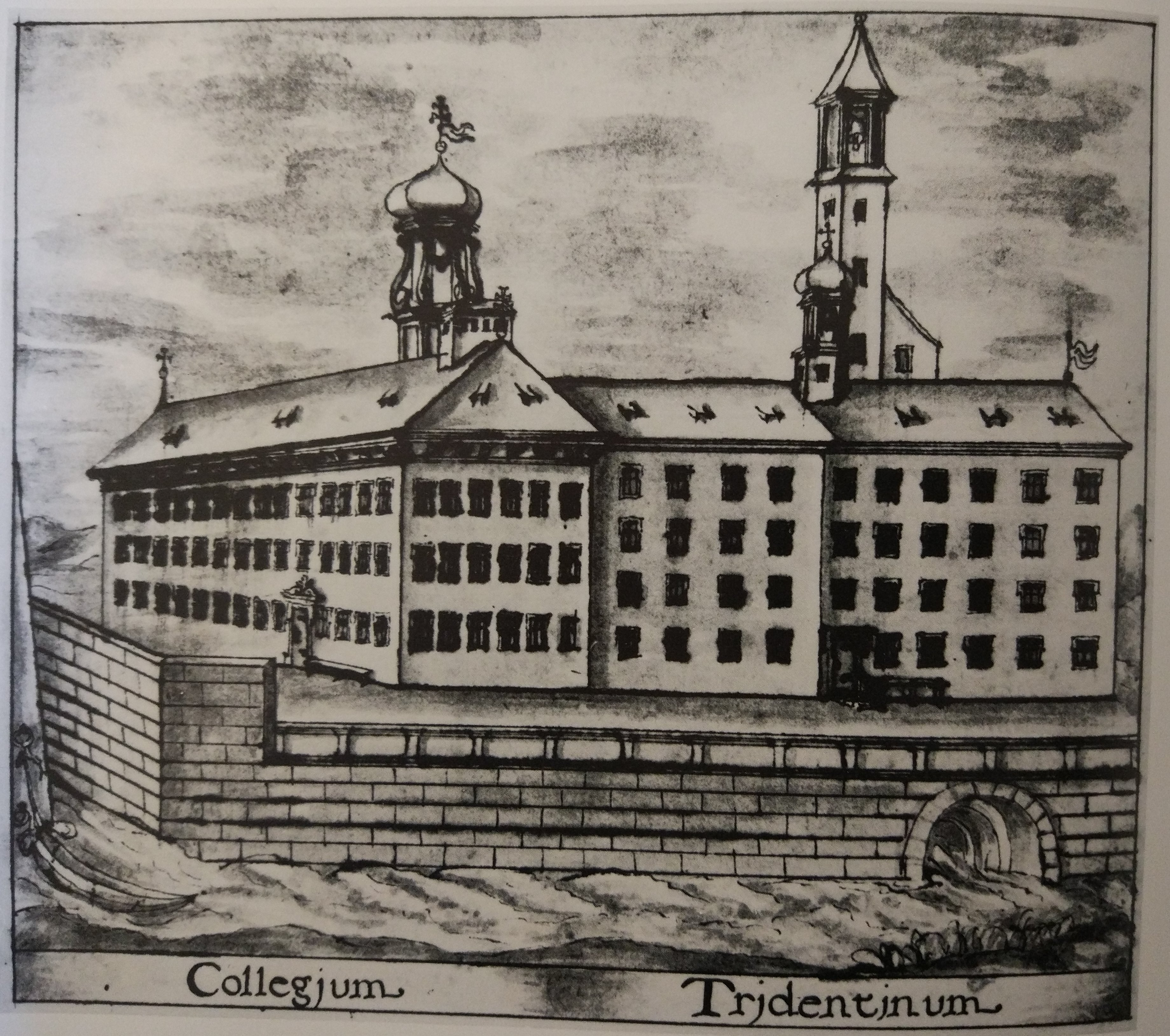
Il Collegio dei Gesuiti di Trento (oggi sede centrale della Biblioteca) in un acquarello di Johann Hörmann

Giambenedetto Gentilotti, prima bibliotecario cesareo alla Corte di Vienna e successivamente Auditore di Rota a Roma, fu eletto principe vescovo di Trento in data 9 settembre 1725: morì però lo stesso anno, prima di poter assumere l’incarico. Nel suo testamento, egli dispose di riunire i molti volumi della sua "scelta copiosissima libreria" e porli sotto un fedecommesso perpetuo maschile in favore della primogenitura “de Gentilottis”. 
Sei anni più tardi i tre fratelli del defunto, non è chiaro se per loro personale iniziativa o dietro indicazione dello stesso Giambenedetto, ordinarono che “coll’obito [morte, ndr] dell’ultimo maschio [della famiglia, ndr], essa Biblioteca e libri tutti debbano essere riposti in un decente luogo, ove da letterati, ed amanti delle virtù, e scienze sia libero l’accesso per leggere e studiare”.
Nel frattempo, il 3 ottobre 1748 moriva il Vicario generale del principe vescovo Pantaleone Borzi (1697-1748): egli cedeva così la sua ricca biblioteca al fratello, con l’obbligo di donarla infine al Seminario vescovile, rendendola accessibile al pubblico. Nel testamento del fratello Lorenzo si legge infatti: “tutti i miei libri provenienti per la maggior parte da mio fratello defunto voglio che – secondo il suo desiderio – passino al Seminario e se è possibile, sieno accessibili al pubblico”. Nacque così la Biblioteca del Seminario. 
Con la soppressione della Compagnia dei Gesuiti (1773), il principe vescovo Cristoforo Sizzo mise a disposizione del Seminario vescovile la “casa ad uso Collegio coll’annessa Chiesa, che la Compagnia possedeva nella nostra città in via Lunga [oggi via Roma, ndr]”.
La Biblioteca del Seminario fu dotata pure dei libri un tempo proprietà della Compagnia, e di quelli del fu convento dei Domenicani. La raccolta dei volumi seminariali fu posta sotto la custodia del prefetto dei chierici “o di qualche altro sacerdote disoccupato, e serviva specialmente per uso interno, pur restando per cinque giorni in settimana accessibile anche al pubblico, segnatamente ad uso dei professori e degli studiosi”. Questo stato di cose dovette però interrompersi nell’anno 1796, quando per le “imperiose circostanze di guerra tra l’Austria e la Francia” i locali del Seminario furono adibiti a ospedale militare. 
I seminaristi dovettero soggiornare a lungo in altro luogo, poiché anche a partire dagli anni 1806-07 l’edificio fu adoperato per “acquartieramenti e ospedale”. La biblioteca rimase per tutto il periodo incustodita in via Lunga, e difatti “ebbe a subire dei vuoti per mancata sorveglianza”.

#### La raccolta principesco-vescovile, morte dell'ultimo erede Gentilotti e migrazioni librarie verso il Seminario

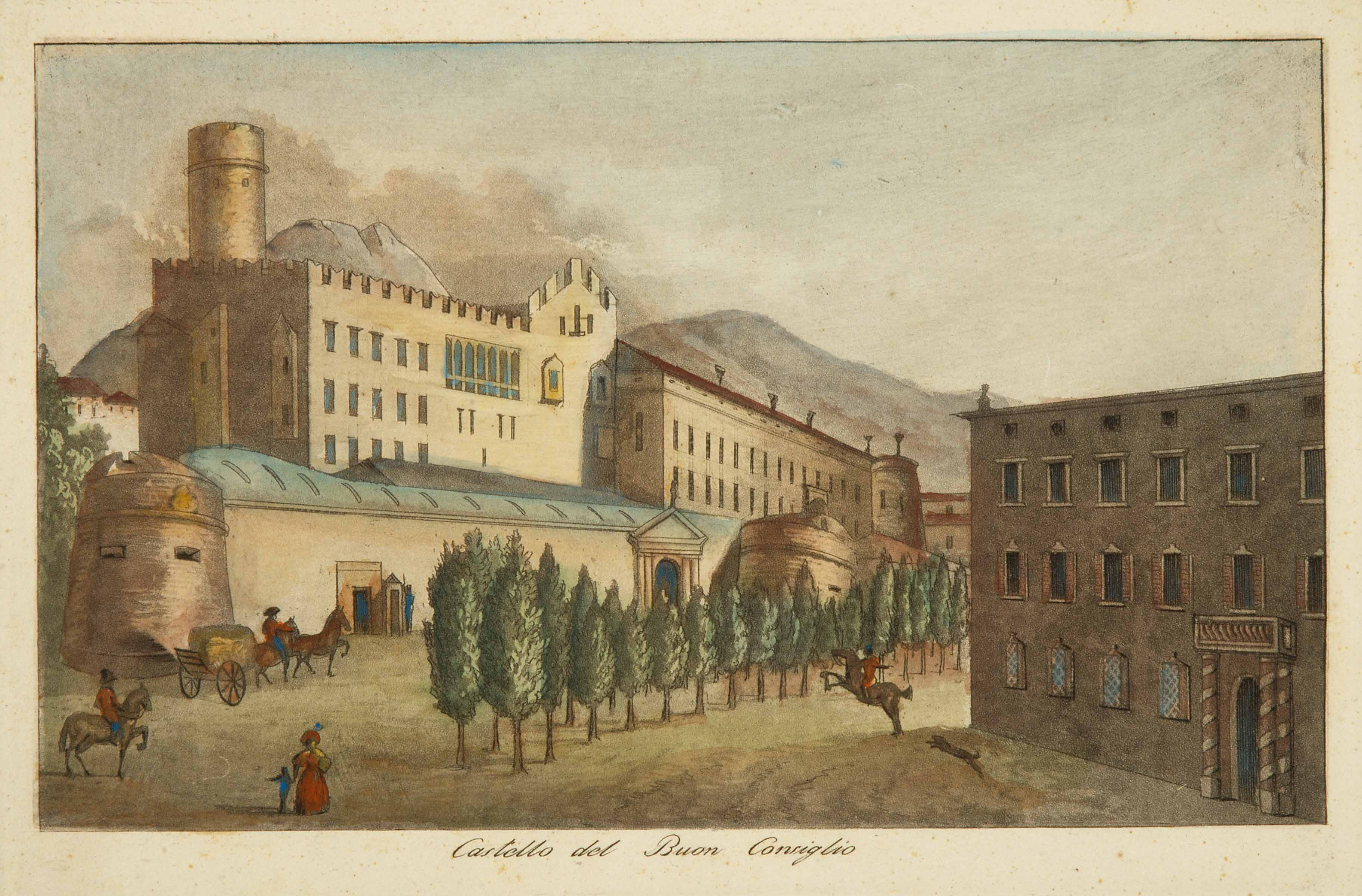
Il Castello del Buonconsiglio in una calcografia della prima metà del XIX secolo, conservata presso la Biblioteca comunale di Trento. Immagine da Biblioteca Digitale Trentina

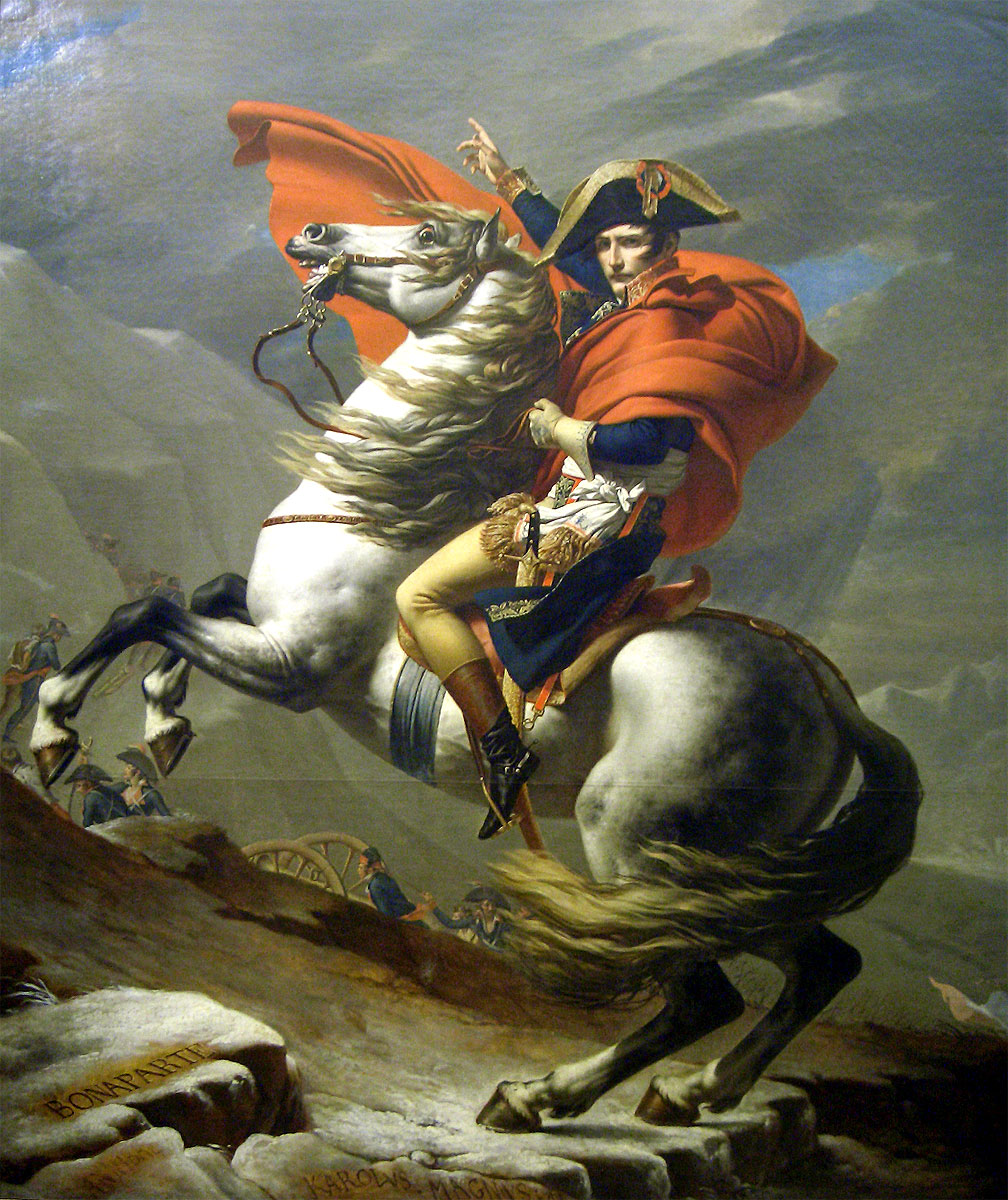
Napoleone attraversa le Alpi alla vigilia della Campagna d'Italia (1800). Dipinto di Jacques-Louis David

In quegli stessi anni “una vera e propria catastrofe” si abbatté sulla biblioteca vescovile, conservata al Castello del Buonconsiglio. I libri erano difatti stati abbandonati già dal maggio 1796, quando Pietro Vigilio Thun, “preoccupato dal precipitare degli avvenimenti politici internazionali” si era rifugiato “presso il fratello vescovo della diocesi di Passau”. 
Con “l’entrata in città di Napoleone e il suo esercito” (5 settembre 1796), si susseguirono frequenti acquartieramenti di truppe anche al Buonconsiglio (come avveniva nel contempo in Seminario), e difatti “dalla biblioteca di S. A. Reverendissima [il principe vescovo, ndr] furono estratti volumi di scielte opere per il valore […] di fiorini 3000”. 
Successivamente alla soppressione del principato (1803), una buona parte dell’Archivio vescovile fu portato prima a Innsbruck e infine a Vienna, e con esso “forse perché collocato con questo nella torre del Castello, una parte dei manoscritti della raccolta episcopale”. Nel 1807, di nuovo, “la biblioteca subisce [...] le incursioni della soldataglia alloggiata nel Buonconsiglio”. 
Ancora due anni più tardi, l’Ufficio di Polizia avviò un’inchiesta per il ripetersi della medesima situazione, “essendo pervenuta notizia che alcuni soldati dimoranti in questo castello si faciano lecito di appropriarsi de’ libri ossiano volumi stampati”. Gli artiglieri del colonnello Leiniger si servivano infatti dei libri e delle carte “per fare cartocci” ed egli stesso li collocò “nelle fosse del castello come oggetto ingombrante”. 
Come la raccolta del Seminario, anche la biblioteca vescovile rimase incustodita per tutto il confuso periodo delle guerre napoleoniche: furono anni, come si è visto, di frequenti passaggi e soggiorni di truppe nel territorio della città di Trento, che ebbe a subirne le conseguenze anche dal punto di vista del patrimonio librario. 
Mentre tutto ciò accadeva, l’ultimo erede maschio dei Gentilotti morì (1 ottobre 1806). I discendenti di Giambenedetto avevano deciso che, una volta esauritosi il fedecommesso in linea maschile, la biblioteca di famiglia sarebbe stata collocata presso il Seminario vescovile, in ossequio al “desiderio e disegno stabilito dai Sign.ri tre fratelli che dovesse servire a pubblico uso e beneficio”. 
Nel 1807 si avviarono così le pratiche per l’esecuzione della loro volontà, predisponendo che “con l’aiuto di abili giovani sacerdoti” essa fosse ordinata e resa consultabile. Due anni più tardi, col fine di preservare quel che ne rimaneva, si decise di trasferire in Seminario pure la biblioteca principesco-vescovile: dell’ordinamento di entrambe le raccolte si occupò don Giuseppe Borzatti. E fu finalmente nel 1810 che, dopo tutto quel gran tafferuglio, i seminaristi poterono tornare in via Lunga, ponendo finalmente la loro biblioteca, più quella dei Gentilotti, la principesco-vescovile, e quelle dei conventi religiosi nel frattempo soppressi, sotto sorveglianza.

### Nasce il progetto d’una "pubblica biblioteca", dialoghi e scontri tra le istituzioni coinvolte

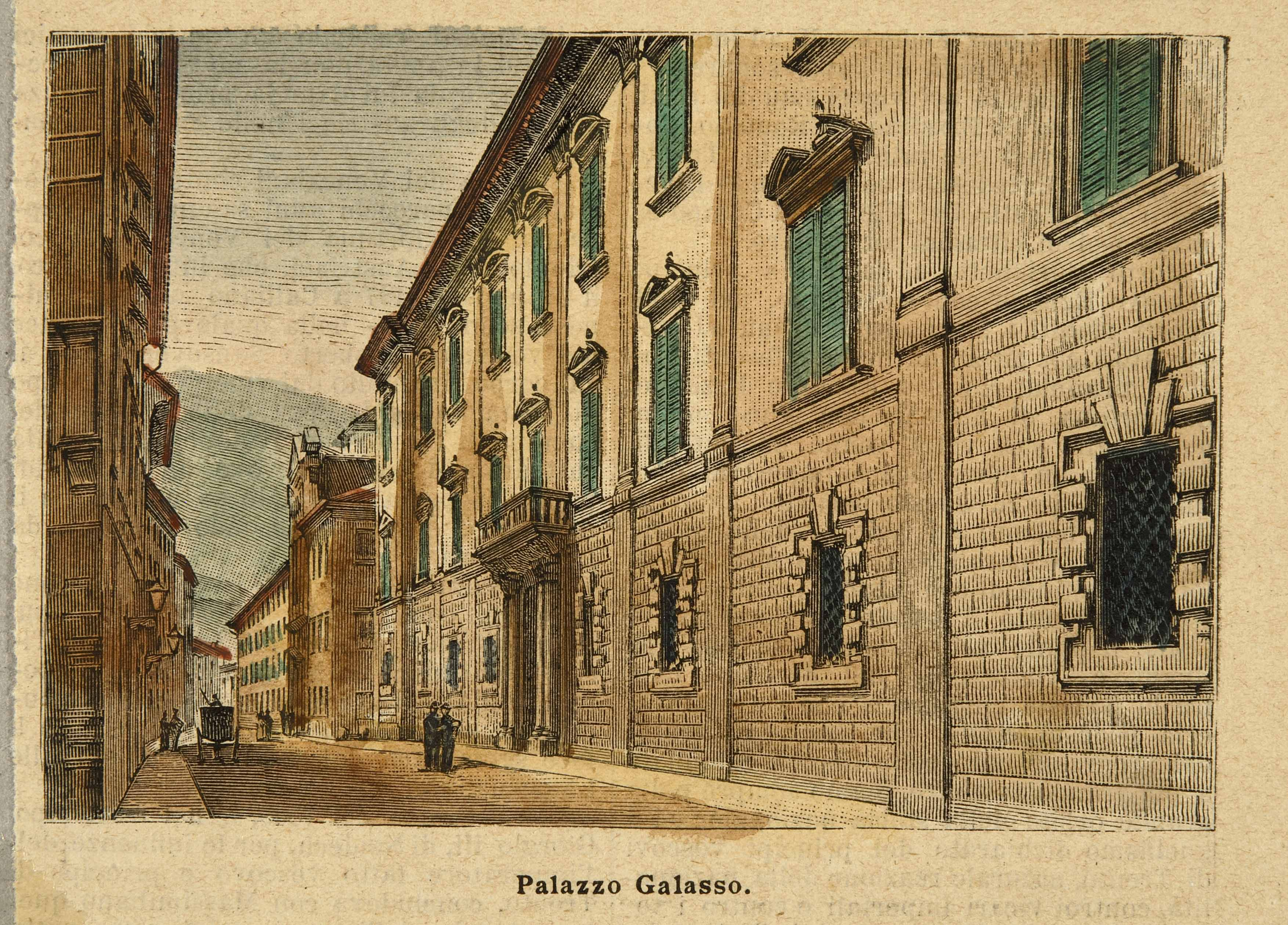
Palazzo Galasso e l'odierna via Roma in una xilografia di fine XIX secolo, conservata presso la Biblioteca comunale di Trento. Immagine da Biblioteca Digitale Trentina

(Ignoto, Per qual ragione la civica libreria di Trento non sia stata aperta giammai)

#### Prime destinazioni della pubblica biblioteca

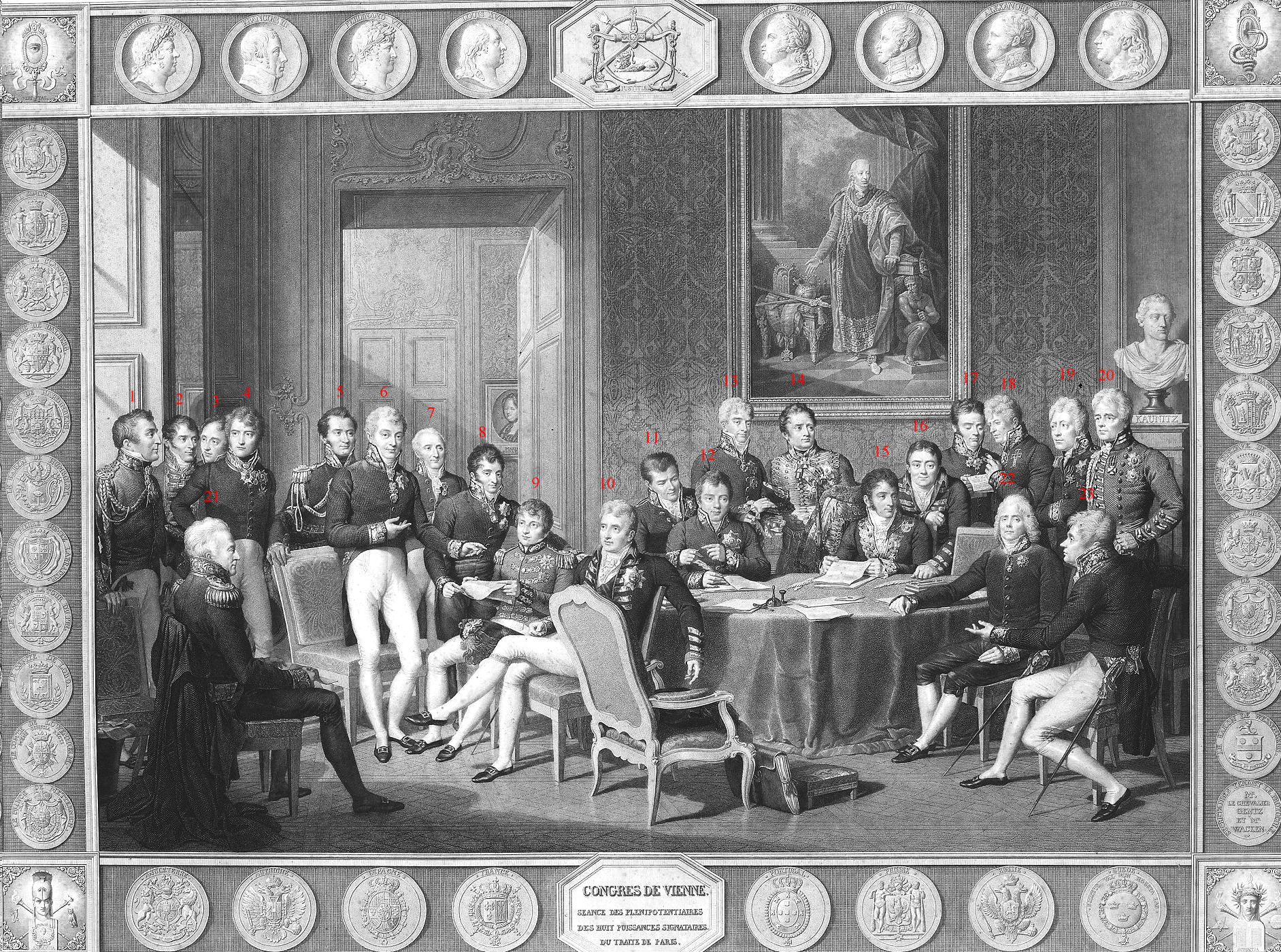
Il Congresso di Vienna

Il vescovo Emanuele Maria Thun, oramai destituito dei suoi poteri temporali, chiese dunque al Governo italico (a Trento in quegli anni) l’apertura della biblioteca al pubblico (1812), ma le guerre nuovamente in corso bloccarono ancora la situazione. Tentativi in questo senso furono fatti nuovamente dal Borzatti subito dopo il Congresso di Vienna, che sanciva definitivamente il passaggio del Trentino all’Austria. S’aprì così un fitto e prolungato dialogo fra le diverse istituzioni della città: il Seminario, il Comune (che riteneva la raccolta Gentilotti e quella principesco-vescovile di sua legittima spettanza), il Capitanato quale rappresentanza locale del Governo austriaco. 
Si decise, per motivi di spazio, di trasportare tutte le raccolte (comprese le seminariali in senso stretto) in un luogo più opportuno, per via delle numerose stanze ad uso di professori e chierici nell’edificio di via Lunga: fatto che rendeva difficoltose la collocazione e la consultazione dei volumi. 
Garantendo ciascuna il suo finanziamento (200 fiorini il Seminario, 500 il Comune), le parti scelsero di collocare i libri presso la “Casa Notarile” (l’ex Camera notarile), nell’odierna via Oss Mazzurana. Sbrigata la questione in merito all’indennizzo da dare al Monte di Pietà (che possedeva l’edificio), nell’ottobre del 1821 il Governo approvò l’apertura della Biblioteca, fissando persino gli emolumenti da devolvere a bibliotecario e custode. 
I lavori di restauro e adattamento della Casa notarile però, non erano ancora iniziati. Emergevano nel contempo i contrasti sulla proprietà della raccolta: secondo il Capitanato (che faceva le veci del Governo) "il Magistrato [Comune, ndr] non deve considerarsi come solo proprietario della Biblioteca: oltre che al pubblico essa doveva servire in particolare per il Ginnasio e il Liceo, per i quali lo Stato aveva già fatto spese e altre ne avrebbe fatto”. Il podestà Giovanelli però, dalla parte del Comune, "pensava sempre ad una biblioteca pubblica comunale”. 
A questo punto, i libri trasferiti nella Casa notarile erano quelli “della biblioteca vescovile, quelli della famiglia Gentilotti e quelli provenienti dalle istituzioni religiose soppresse”. La raccolta seminariale, che inizialmente avrebbe dovuto seguire le altre nella nuova destinazione, restò invece in via Lunga, perché il clero "non vedeva di buon occhio il trasloco dei suoi [libri, ndr]”.  Il Comune, dovendo dotare la Biblioteca collocata nel nuovo edificio di pubblicazioni più recenti (essa era composta per la massima parte di volumi antichi), e mancando i soldi per fare questo, ristrutturare la Casa notarile e pagare bibliotecario e custode, pensò allora di renderla "Biblioteca Pubblica Ginnasiale e Liceale”. 
In questo modo, dichiarandola sostanzialmente di spettanza statale, si sarebbero ottenuti i fondi stanziati per i ginnasi di tutta la Monarchia, in forza di una Sovrana Risoluzione in materia del 15 aprile 1816. 
Il Governo austriaco era però a corto di denaro, e della cosa non si fece più nulla. Rompevano il silenzio di quegli anni a proposito della Biblioteca (che ancora non aveva aperto al pubblico), il catalogo della raccolta ultimato dal Borzatti (1827) e le donazioni che la cittadinanza cominciava a elargire alla nuova istituzione (Bonporti, Carlo Thun, Firmian).

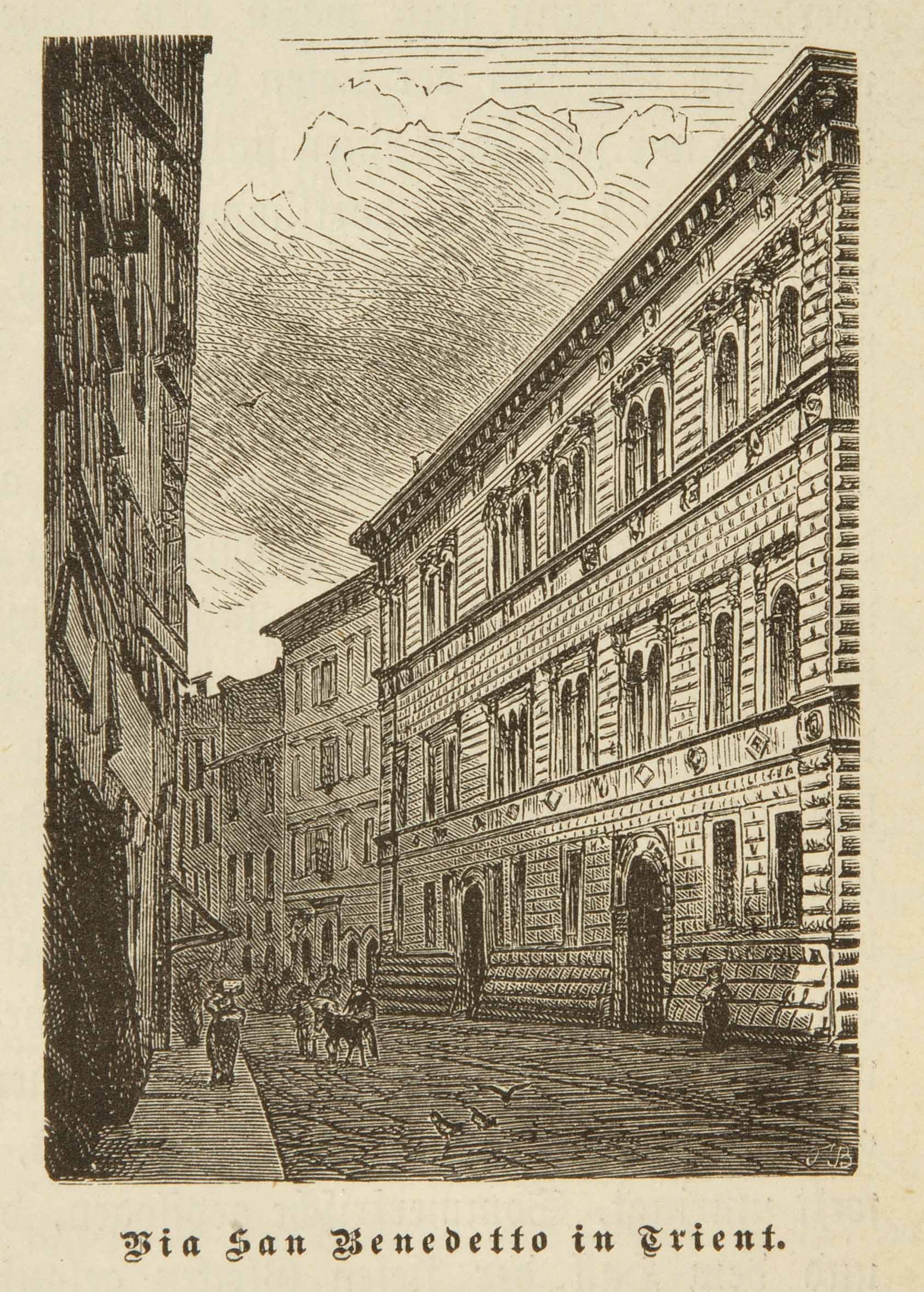
L'odierna Via Oss Mazzurana e Palazzo Tabarelli in un'incisione di Theodor Blätterbauer, conservata presso la Biblioteca comunale di Trento. Immagine da Biblioteca Digitale Trentina

#### La risoluzione dei contenziosi
Se da un lato la raccolta s’accresceva in virtù di quelle donazioni, dall’altro si dovette procedere alla restituzione dei libri di Francescani e Cappuccini, i cui conventi, un tempo soppressi, erano stati ricostituiti. La faccenda andò per le lunghe: l’atto di separazione e riconsegna data al 15 di ottobre 1831, tre anni più tardi però i libri dovevano ancora essere restituiti. 
Un'altra importante donazione avveniva in quel periodo ad opera di Ferdinando de Schreck: si trattava di una cospicua raccolta che egli pensò di offrire al Magistrato, “ad oggetto di eccittare col buon esempio l’emulazione di altri cittadini...perché rimanga in perpetuo proprietà del medesimo Magistrato Civico e ad uso pubblico in Trento”. Ancora però, restavano in essere due contenziosi, ed entrambi coinvolgevano il Comune: uno con il Capitanato, in merito alla proprietà della ’pubblica biblioteca’, e un altro con il Seminario, attorno alla raccolta Gentilotti. 
Per quanto riguarda quest’ultimo, dietro il sollecito di Innsbruck si pervenne a un accordo: i volumi dei Gentilotti restavano di proprietà del Comune, il Seminario poteva però avere in lettura opere “teologiche, canoniche e storiche della futura biblioteca pubblica”. Fu così che la diatriba si chiuse nel 1837. 
Con il Capitanato lo scontro si protrasse più a lungo, e si concluse solamente nel 1840, con il parere dell’Imperatore che, chiamato in causa dal podestà Giovanelli, si pronunciò in favore del Comune. A quest’altezza si era però già presentato un altro problema: la Casa notarile si rivelava completamente inadeguata ad ospitare la biblioteca, e fu per questo che la Rappresentanza comunale nel 1835 aveva deliberato di non provvedere più alle continue spese di restauro e adattamento. Il Giovanelli si apprestava pertanto a ricollocare i volumi presso il palazzo comunale, quando a Milano morì il barone Antonio Mazzetti (1841): egli lasciava alla città di Trento e alla Biblioteca la sua numerosa raccolta (volumi a stampa e manoscritti, oltre ai carteggi e a documenti di vario genere), fatto che obbligava il Comune a pensare nuovamente a un'altra sede.

### Il lascito Mazzetti, la donazione Sizzo e prime avvisaglie d’una vera apertura
La raccolta da me fatta di libri, stampe e manoscritti per servire alla storia ecclesiastica, civile e letteraria del Vescovado e Principato di Trento, e del concilio ecumenico celebrato in questa città; 
Tutta l’altra mia libreria senza eccezione compresi i carteggi epistolari e le carte d’ogni genere; […]»
(Antonio Mazzetti,)

#### Il dono del Barone e il finanziamento di Camillo Sizzo

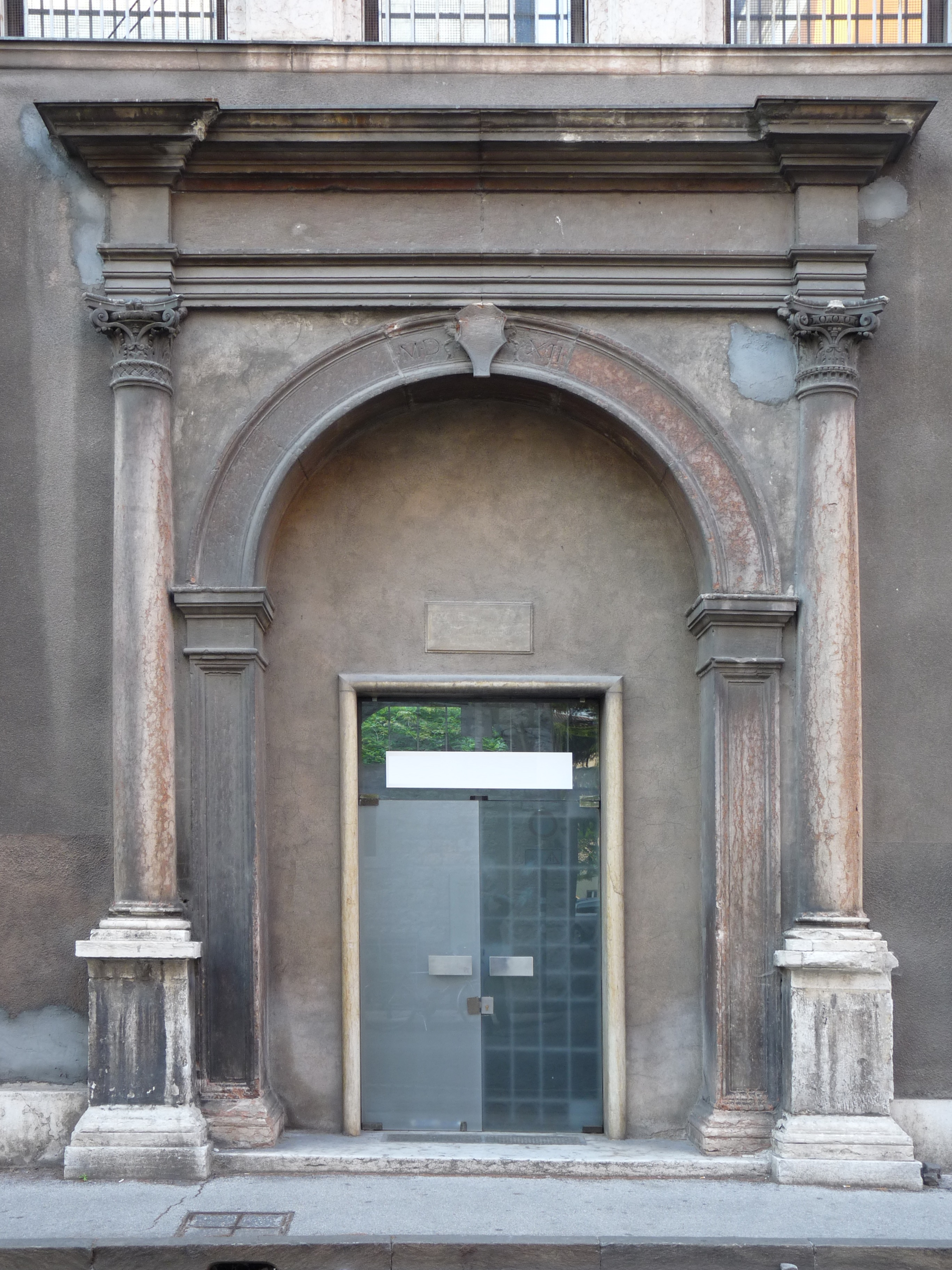
Il portale del fu Palazzo a Prato di Trento. Ora parte del Palazzo delle Poste

Celebrata in S. Maria Maggiore una messa in onore del Mazzetti, fatta eseguire una copia del ritratto della sua persona (ancora oggi al II piano della sede di Via Roma), il Magistrato civico, di concerto con il Capitanato, dovette adoperarsi per trovare una collocazione alle raccolte, che avrebbero così potuto finalmente formare una biblioteca, aperta al pubblico. 
Un primo tentativo con l’edificio allora detto della ‘Caposcuola’ non andò a buon fine. Per affrontare al meglio la difficile questione, il Comune decise anzitutto lo stanziamento di 25 000 fiorini per approntare la 'pubblica biblioteca', nominando infine un comitato, “con l’incarico di presentare le convenienti proposte”. 
Fu il comitato infatti a proporre la collocazione dei libri presso il Palazzo Saracini di via del Suffragio, sfruttando l’occasione della sua messa in vendita a sottoprezzo. Si provvide a collocare i lasciti Gentilotti, Schreck e Mazzetti nella nuova sede, quando improvvisamente pure questa ebbe a rivelarsi inadatta: era infatti morto il podestà Giovanelli, il quale aveva predisposto di donare “la sua biblioteca, il medagliere e la raccolta di antichità patrie” al Comune. 
Il Palazzo Saracini non poteva evidentemente ospitare l’intero patrimonio della nascente biblioteca. Fu così che il Magistrato si decise per l’acquisto del Palazzo a Prato, nell’area dell'ex raffineria di zuccheri, distrutta in gran parte da un grosso incendio divampato nel dicembre 1845. Finalmente la biblioteca sembrava aver trovato la sua sede definitiva ed essere pronta all’apertura, quando gli avvenimenti del 1848 portarono nuovamente le soldataglie in città: il palazzo fu occupato infatti dalle truppe. 
Nel frattempo, il 28 agosto 1849 moriva a Firenze Camillo Sizzo: egli disponeva, come lascito testamentario, “l’assegnazione alla città di Trento di una somma di 20 000 fiorini”, per “contribuire alla creazione ed istituzione di una Biblioteca Trentina”. Tra le volontà testamentarie, il vincolo della nomina del bibliotecario nella persona di Giacomo Marocchi di Arco, precettore in casa Scardia a Palermo.

#### Tommaso Gar e infine l'apertura

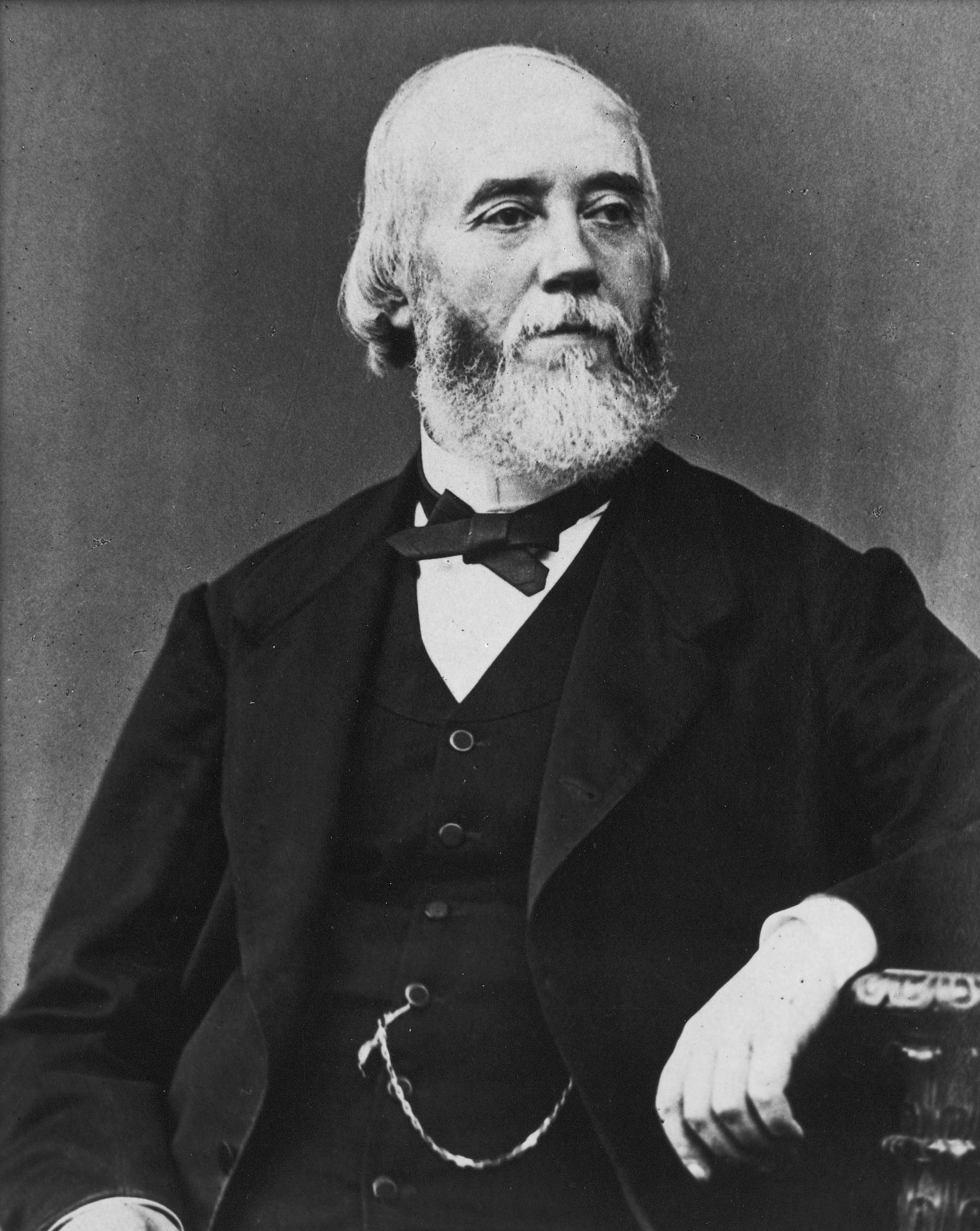
Tommaso Gar

Sorsero così delle nuove dispute, questa volta tra i curatori incaricati del testamento Sizzo e il Magistrato: in questo modo si perse dell'altro tempo.
In quel mentre finiva relegato a Trento Tommaso Gar, per via del ruolo esercitato nel corso della cosiddetta Primavera dei popoli. A corto di denaro, egli accettò di scrivere una Storia del Trentino, per un onorario annuale di 500 fiorini. Per adempiere al suo compito, il Gar necessitava però della consultazione della raccolta Mazzetti: il Magistrato, in cambio della concessione, ottenne che questi l'ordinasse e ne stendesse "un catalogo ragionato che ne facilitasse lo studio".
Fu così che "il 4 aprile il conte Matteo Thun", dietro delibera del Magistrato, "consegnava ufficialmente al Gar la detta Raccolta". Lo studioso trentino divise il materiale in tre grandi categorie: "manoscritti; opere a stampa di autori trentini; stampati che più o meno davano relazioni di cose trentine".
Si ponevano così le basi dell'attuale Sezione trentina.
Pervenuti infine a un accordo, Curatorio e Comune convinsero il Marocchi, bibliotecario designato, a recedere dall'incarico: a quest'ultimo succedeva così proprio Tommaso Gar, che "nell'autunno del 1853 [...] aveva già completato il riordino della raccolta Mazzettiana". Nello stesso periodo erano stati ultimati i lavori di riadattamento del Palazzo a Prato, dopo che questo fu sgomberato dalle truppe. Ulteriori dissidi con i curatori del testamento Sizzo ritardarono però di un anno ancora l'apertura ufficiale della biblioteca.
Nemmeno il 1855 poté essere l'anno dell'inaugurazione: un'epidemia di colera infatti "s'era propagata per tutta l'Europa". Infine, il Consiglio civico deliberò "di aprire al pubblico la Civica Biblioteca al primo del venturo anno 1856, apertura ritardata a cagione delle passate igieniche dolorose calamità".
Nell'attesa il Gar provvide alla stesura d'un "Regolamento per l'uso pubblico" e soprattutto fece "chiedere al Governo la copia d'obbligo per le opere pubblicate in tutto il Tirolo o almeno nel Tirolo meridionale". 
La Biblioteca aprì infine il 1 gennaio 1856. Immediatamente, il direttore si adoperò per l'acquisto di materiale librario di più recente pubblicazione, volendo rendere l'istituzione all'altezza dei bisogni dei giovani studenti della regione. 
"La sua azione coinvolse un intero territorio, ripetuti furono gli appelli per aprire sottoscrizioni in favore della biblioteca, chiamò a raccolta gli amatori della storia patria affinché donassero libri e documenti utili allo studio [...] del Trentino".
Fu così che quella particolare classe sociale della Trento dell'epoca, fatta di aristocrazia e borghesia emergente, si diffuse nelle sale della nuova biblioteca cittadina, per motivi di studio ed elargendo donazioni: Matteo II Thun, Vincenzo Consolati, Tito Bassetti, Bartolomeo Malfatti, Pietro Bernardelli, Giovanni a Prato.
La Biblioteca comunale offrì dunque un nuovo centro di ritrovo agli eruditi, agli intellettuali e agli studiosi della città, stimolando e accrescendo il dibattito culturale trentino.

### Dopo Gar: l'Archivio Storico, gli ultimi cambi di sede e il Novecento

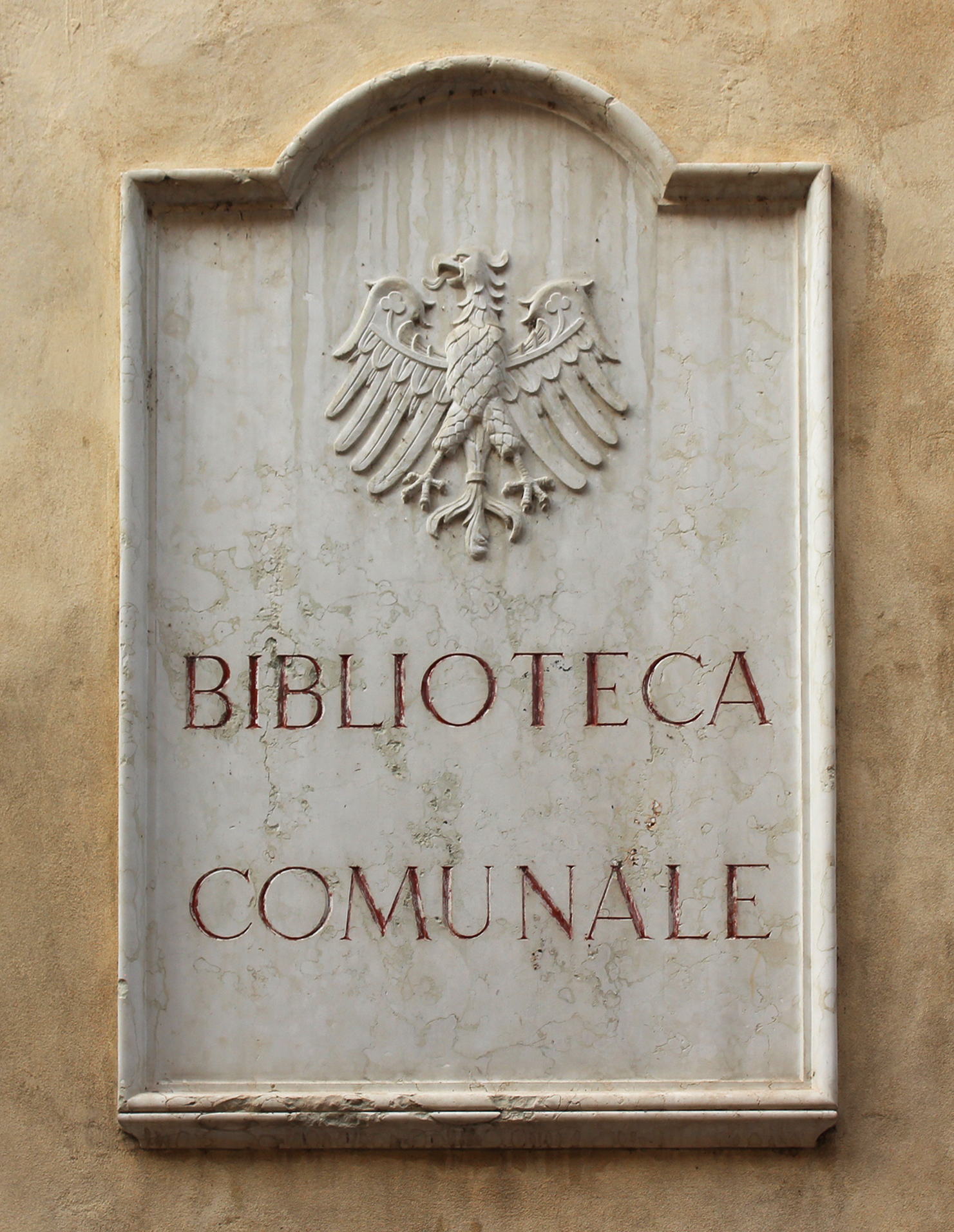
Biblioteca comunale di Trento, targa

#### Dal XIX al XX secolo: 1863-1921.
Al Gar succedette nel 1863 Francesco Ambrosi, il quale procedette all'ennesimo riordino delle collezioni (ancora disposte secondo i nomi dei donatori).
Fu sotto la sua direzione che la Biblioteca cambiò nuovamente sede: si decise infatti di spostarla nel palazzo municipale di via Belenzani (1873). Tre anni più tardi si pose nel medesimo edificio anche l'Archivio Storico comunale, e qualche tempo dopo fu affidato alla gestione bibliotecaria l'Archivio della Congregazione di Carità. La Biblioteca fu dichiarata in quegli anni "Biblioteca e museo civico", divenendo pure il deposito di oggetti d'arte.
Proseguivano intanto le donazioni della cittadinanza, e nel corso dell'ultimo decennio del XIX secolo e il primo del XX s'accrebbero notevolmente sia il numero di lettori e frequentatori, che quello dei volumi posseduti dall'istituzione.
Negli anni della Grande Guerra quest'ultima rimase chiusa: solo, il Comando militare austriaco predispose il sequestro dalle collezioni delle "opere di spiccata italianità". Infine, nel primo dopoguerra il Comune acquistò parte dell'edificio del Seminario vescovile, nell'odierna via Roma (1919), collocandovi nel 1921 quella che era ora divenuta "Biblioteca comunale e Archivio Storico".
Questa rimane tutt'oggi la sede centrale della Biblioteca comunale.

Sala Manzoni. Biblioteca comunale di Trento: sede centrale in via Roma

#### In via Roma (dal 1921 in poi).
Più o meno negli stessi anni, l'allora direttore Segarizzi provvide a un'ulteriore organizzazione del materiale: fu in questo momento che si decise di "isolare [...] gli incunaboli dall'insieme delle altre pubblicazioni" e di "predisporne un catalogo speciale".
Dal 1922 inoltre, in seguito all'annessione del Trentino all'Italia, la Biblioteca cominciò a ricevere tutte le pubblicazioni della regione in deposito, e a partire dal 1930 con la nascita della Provincia autonoma di Bolzano, solamente le provinciali. In più, l'istituzione fu ammessa al "cambio dei prestiti con le biblioteche governative". Si registrano anche in quest'epoca donazioni e lasciti da parte della cittadinanza: è il caso ad esempio del legato di Marco Anzoletti (1928) ("verso l'impegno da parte del Municipio di Trento che sieno ricordati i nomi degli Anzoletti con pubblicazioni biografiche, studi, saggi critici o con altra forma") e quello di Giovanni Battisti (1930).

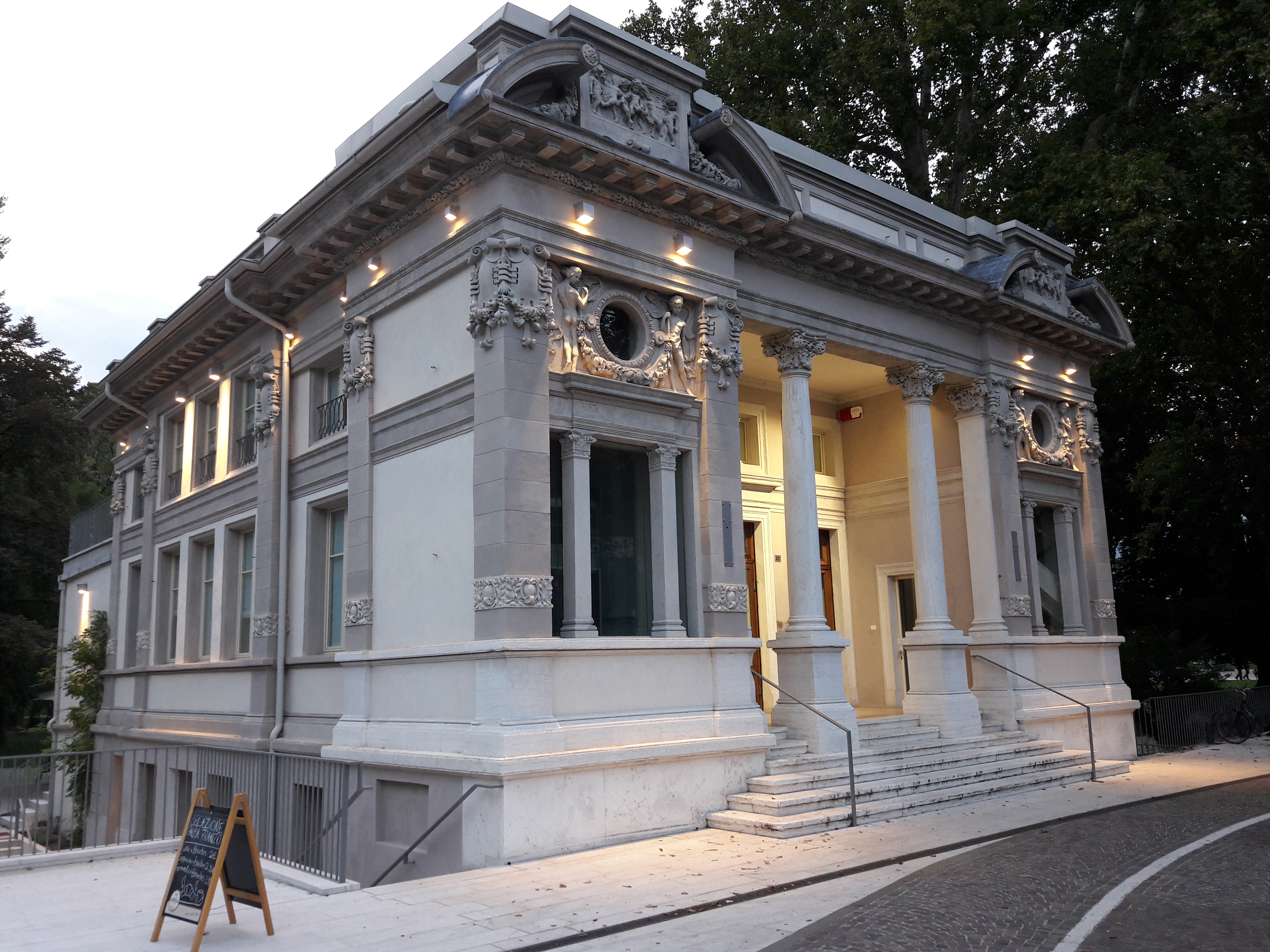
La Palazzina Liberty a Trento. Sede della Sezione ragazzi della Biblioteca comunale di Trento

A interrompere nuovamente l'evoluzione e il miglioramento della Biblioteca, in termini di servizi offerti e materiale posseduto, venne un ulteriore ostacolo: la seconda guerra mondiale. Nel 1943, per motivi di sicurezza, si pensò di trasportare il materiale più prezioso nella camera di sicurezza dell'allora Banca Popolare. Visti i danni subiti dall'edificio in Via Roma a causa dei bombardamenti, si spostò l'intero patrimonio dapprima nelle cantine del Castello del Buonconsiglio, e infine presso l'Istituto della Sacra Famiglia in Via Saluga. Si provvide ad aprire in questa sede provvisoria un servizio prestiti: ma dal '44 l'evolversi della guerra rese necessario un nuovo trasloco, questa volta fuori città (a Terlago).
Terminato il conflitto, la Biblioteca tornò nella sua sede di via Roma, riaprendo al pubblico. Nel secondo dopoguerra essa accrebbe i rapporti con le altre biblioteche italiane, e il proprio patrimonio librario (per il mezzo di donazioni comunali, ministeriali e di privati); infine nel 1953 inaugurò la Sezione musicale.
Con gli anni di Bruno Kessler e dell'Istituto Superiore di Scienze Sociali (1962)(l'odierna Università degli Studi di Trento) la Biblioteca fu costretta, per far fronte alle nuove e accresciute esigenze di studio della provincia, ad ammodernare i servizi. Nei decenni successivi nacquero quindi le sale di lettura, sino al più recente concretamento del progetto d'un sistema bibliotecario capillare all'intero territorio: "la sede di via Roma costituisce il centro di un sistema cittadino di biblioteche e servizi periferici con 10 sedi nei quartieri e nei sobborghi" e "4 punti di prestito": approdo finale del Servizio biblioteca e Archivio storico costituito nel 1997.
La sede centrale è stata nel contempo oggetto di restauro e ampliamento (1991-2001): accresciuti gli spazi con l'acquisto della Sala Liberty (oggi Sala Manzoni) adiacente all'ex collegio gesuita, si è dato il via a una serie di interventi che hanno infine permesso di "unificare i servizi, offrendo così sede adeguata alla Biblioteca comunale storica, alla sezione centrale di base, alla sezione per ragazzi e all'Archivio storico del Comune".
A novembre 2015, infine, la Sezione ragazzi della Biblioteca comunale è stata trasferita nella vicina Palazzina Liberty, i cui restauri sono stati avviati nel 2013.

## Raccolte

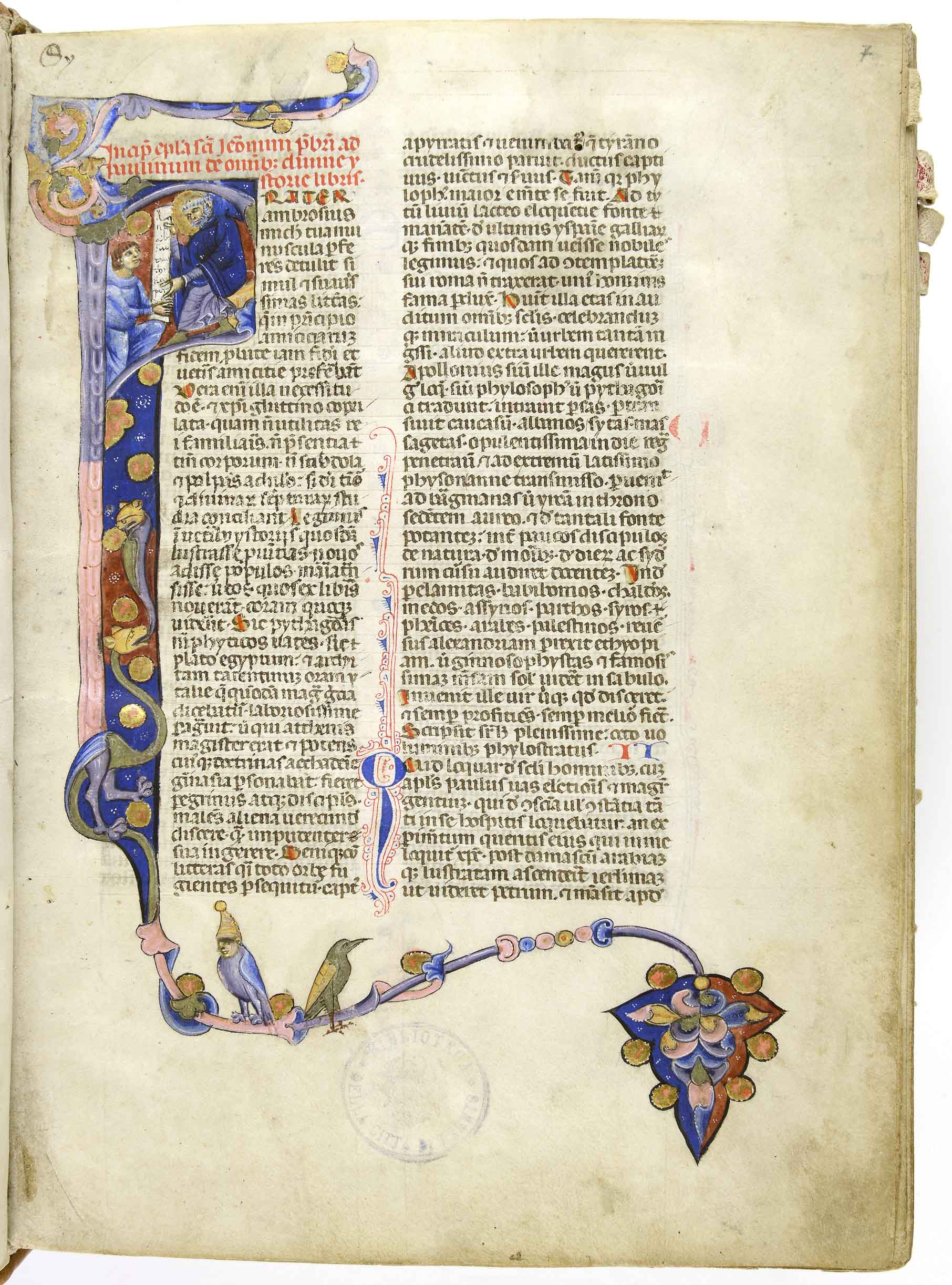
La preziosa Bibbia Bassetti, risalente agli anni 1251-1275 e conservata presso la Biblioteca comunale di Trento. Da Biblioteca Digitale Trentina

### Fondi antichi e Sezione trentina

#### Sezione trentina
Con il lascito testamentario di Antonio Mazzetti, la costituenda Biblioteca entrò in possesso di una folta documentazione concernente il territorio regionale: compilazioni di storie, memorie e cronache; documenti autentici, diplomi, codici, discorsi, dissertazioni, processi, lettere.
Il Mazzetti intendeva porre così le basi per uno studio approfondito della storia e della cultura trentine. La raccolta fu in seguito organizzata dal Gar (1850-53), e in questa forma costituì l'embrione dell'attuale Sezione trentina della Biblioteca. Negli anni successivi l'istituzione ricevette anche altre donazioni d'interesse locale: dagli archivi privati di famiglie trentine, alla consegna spontanea dei loro lavori da parte dei tipografi del territorio; dai lasciti di enti quali la Congregazione di Carità a quelli di privati cittadini.
Da Gar in poi, la Biblioteca ha sempre riservato "una cura del tutto particolare" all'"individuazione, al reperimento, alla conservazione, alla catalogazione e alla valorizzazione" della documentazione trentina. Nella prima metà del XX secolo, inoltre, essa ha ottenuto il deposito obbligatorio per la Provincia di Trento.
Per tutti questi motivi gode oggi della qualifica di "istituto di rilevanza provinciale", e le sono pertanto affidati, tramite apposita convenzione, "i compiti specifici [...] di conservazione e di documentazione del territorio". Per poter esercitare questo ruolo, la Biblioteca ha così provveduto a costituire un'apposita Sezione (la Sezione trentina). Il materiale in essa conservato è selezionato anzitutto sulla base del contenuto: i documenti devono riguardare il Trentino, ma nei fondi antichi si conservano pure quelli concernenti il Tirolo. Risultano attinenti però anche i testi d'autori/autrici locali, o di coloro che risiedettero a lungo nel territorio provinciale. Sono inclusi tutti gli scritti redatti per un'occasione particolare, in qualche modo anch'essa afferente all'area dell'odierna Provincia autonoma di Trento (vedi ad esempio il Concilio tridentino). In più, se un'opera fu prodotta (o è prodotta) da tipografi ed editori trentini, o che hanno lavorato nel territorio (o vi lavorano), essa è parte del patrimonio da conservare; così come, nei riguardi dei libri antichi, è discriminante la presenza di una dedica (dell'opera o dell'edizione) a un personaggio locale.
Inevitabilmente, il materiale della Sezione trentina è il più vario ed eterogeneo: "di diversa natura, forma e supporto"; "edito e inedito, antico e moderno". Per questo esso si trova diversamente distribuito: Sezione manoscritti, tesi di laurea, bandi, incisioni e carte geografiche, Sezione libri antichi, Sezione musicale ecc. Le raccolte trentine sono costituite sulla base delle caratteristiche dei documenti (a stampa o manoscritti, ad esempio), del loro contenuto (argomento trentino, opere generali di autore trentino), della loro provenienza e infine della data di pubblicazione.

##### Il patrimonio della Sezione trentina
Nella Sezione trentina si trovano pertanto:
- antichi libri a stampa (incunaboli, cinquecentine, volumi dal XVII secolo sino al XIX) e codici manoscritti;

- svariati e numerosi documenti archivistici concernenti la storia del Trentino (la maggior parte), della regione nel suo complesso, e pure del Tirolo (in misura minore): il materiale risale prevalentemente al periodo che va dal XVII secolo alla metà del XIX secolo;

- opere e documenti contemporanei pervenuti per diritto di deposito;

- periodici;

- bibliografie, cataloghi, inventari, repertori, guide, dizionari;

- carte geografiche;

- musica a stampa e manoscritta;

- disegni, incisioni, cartoline, manifesti, pieghevoli;

- audiovisivi, supporti informatici;

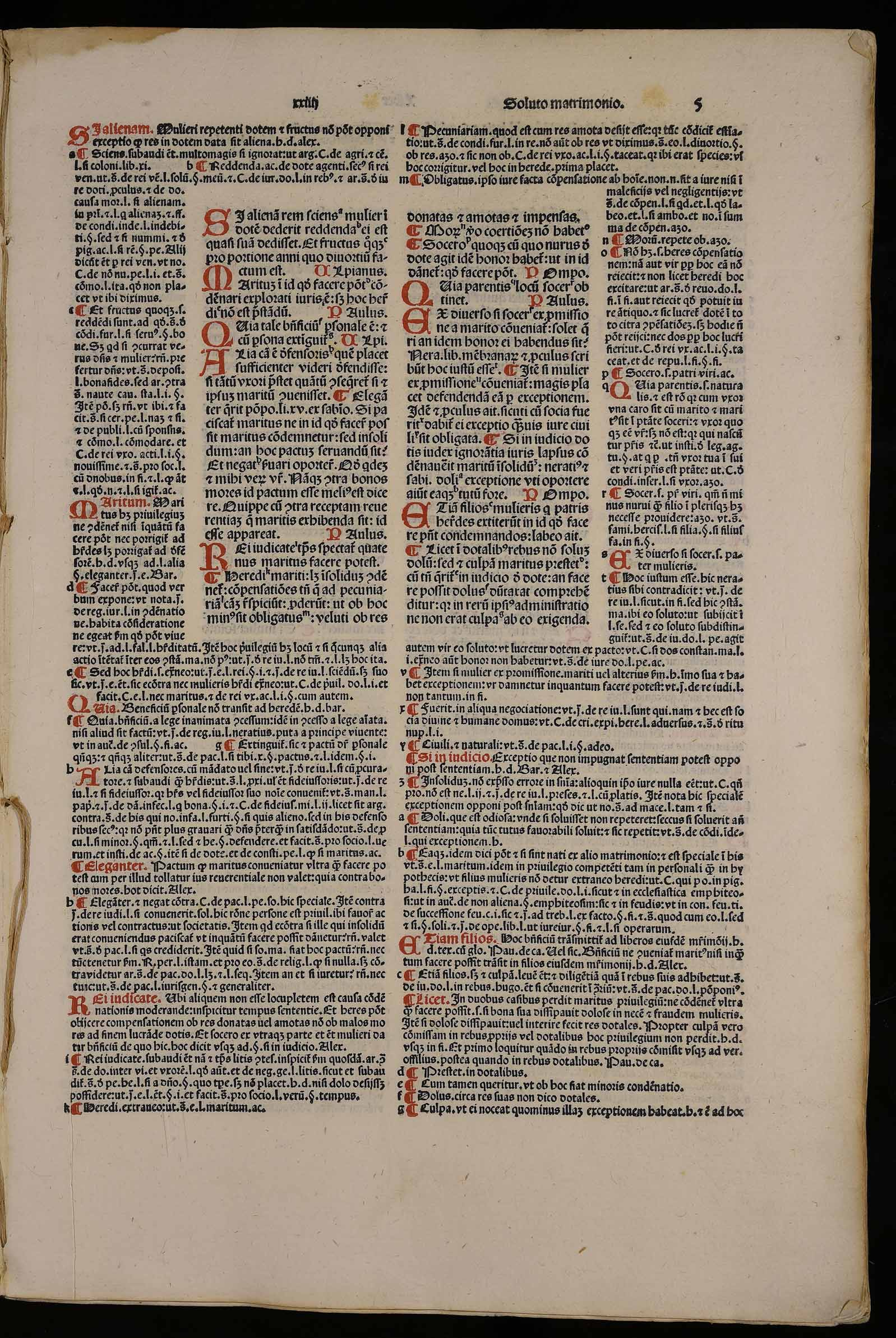
Digesta (Corpus Iuris Civilis) in una stampa veneziana del 1502, conservato presso la Biblioteca comunale di Trento. Da Biblioteca Digitale Trentina.

- tesi di laurea[83].

#### Libri antichi
La Biblioteca comunale di Trento possiede e conserva un consistente patrimonio di antichi libri a stampa, formatosi inizialmente sulla base della donazione Gentilotti, di quanto rimase della cosiddetta biblioteca principesco-vescovile (vale a dire le collezioni appartenute ai principi vescovi di Trento) e del materiale proveniente dai conventi locali soppressi tra XVIII secolo e XIX secolo. 
La raccolta si è successivamente accresciuta con le donazioni di XIX e XX secolo, ed è composta oggi di monografie (all'incirca 80.000 unità), periodici e fogli volanti (più di 4.000): tutti stampati prima del 1901.
Per i volumi, i numeri sono pressappoco i seguenti:
- più di 500 incunaboli;
- più di 4.000 cinquecentine;
- più di 6.000 edizioni del XVII secolo;
- all'incirca 12.000 edizioni del XVIII secolo;
- tutto il resto dal XIX secolo.

Tra incunaboli e cinquecentine, all'incirca un centinaio è in copia unica. Sono più di 20 gli incunaboli a sopravvivere tra le 2 e le 5 copie al mondo; una settantina delle cinqucentine appartiene invece agli unici 2 esemplari conosciuti (compreso quello conservato dalla Biblioteca). Ancora, per le sole cinquecentine, la Biblioteca comunale di Trento possiede più di 200 edizioni rare (tra le 3 e le 5 copie attualmente note in tutto il mondo).

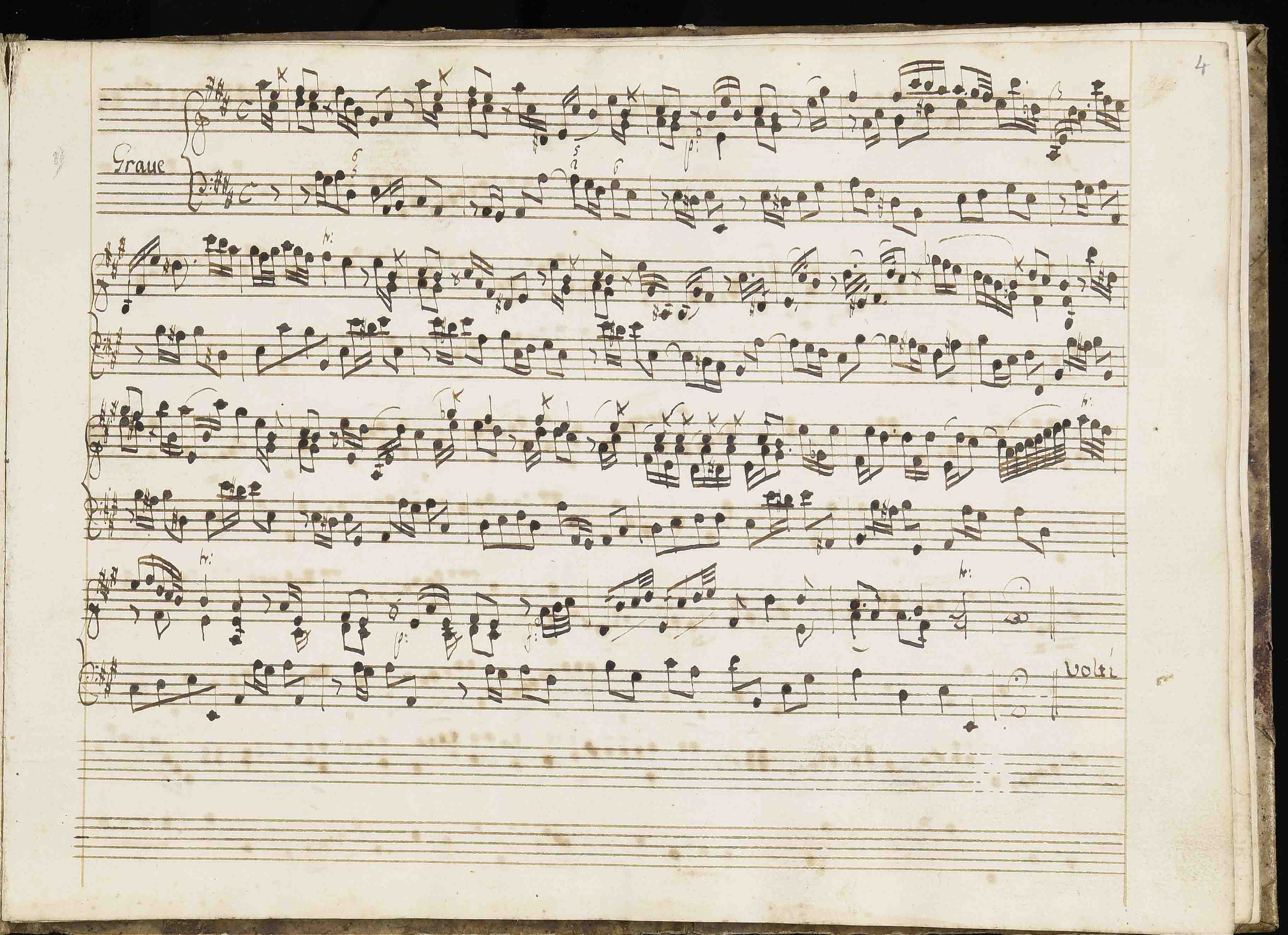
Sonate del sig.r Giuseppe Tartini a violino, e basso (1750-1800). Conservate presso la Sezione musicale della Biblioteca. Da Biblioteca Digitale Trentina.

#### Manoscritti
Anche il fondo dei codici manoscritti deve la sua origine alla donazione Gentilotti, al sopravvissuto della già menzionata biblioteca principesco-vescovile e ad ulteriori accrescimenti in seguito ai lasciti ottocenteschi.
La quota più rilevante della raccolta deriva dalle collezioni dei principi vescovi, o quel che ne rimase dopo il trafugamento della loro parte più preziosa, avvenuto prima ad opera delle truppe francesi acquartierate presso il Castello del Buonconsiglio, negli ultimi anni del XVIII secolo, e in seguito delle autorità austriache nei primissimi anni delle guerre napoleoniche. Una buona parte dei volumi trasportati a Vienna fu recuperata in seguito alla prima guerra mondiale, mentre alcuni degli altri, oltre a quelli rimasti nella capitale austriaca, si trovano oggi nelle biblioteche di Milano, Monaco di Baviera, Oxford, Parma, Pistoia, Reggio Emilia.
Il resto del fondo si divide tra il lascito dei Gentilotti, le donazioni di Matteo II Thun, Tommaso Gar, Antonio Mazzetti, Tito Bassetti e altri ancora.
Si tratta in tutto di 180 esemplari, anteriori al secolo XVI.

#### Musica a stampa e manoscritta (Sezione musicale "Renato e Clemente Lunelli").
Risale al 1941 la cospicua donazione della Società Filarmonica trentina, che comprendeva "in gran parte le musiche del violinista Marco Anzoletti, numerose edizioni di pregio degli editori Ricordi e Lucca del XIX e dell’inizio del XX secolo, oltre a edizioni di pregio di editori austriaci e tedeschi".
Fu in quella data che si posero le basi per una raccolta musicale della Biblioteca comunale di Trento.
La sezione dedicata nacque ufficialmente qualche anno più tardi (1953), sotto la cura e la direzione di Renato Lunelli: egli catalogò allora tutto la musica posseduta dalla Biblioteca. L'istituzione si proponeva da quel momento come centro di raccolta del materiale musicale (a stampa e manoscritto) relativo al Trentino (autori e/o musicisti locali), e più in generale di "offrire agli studiosi la possibilità di trovarvi un numero sufficiente di pubblicazioni di storia e cultura" della musica.

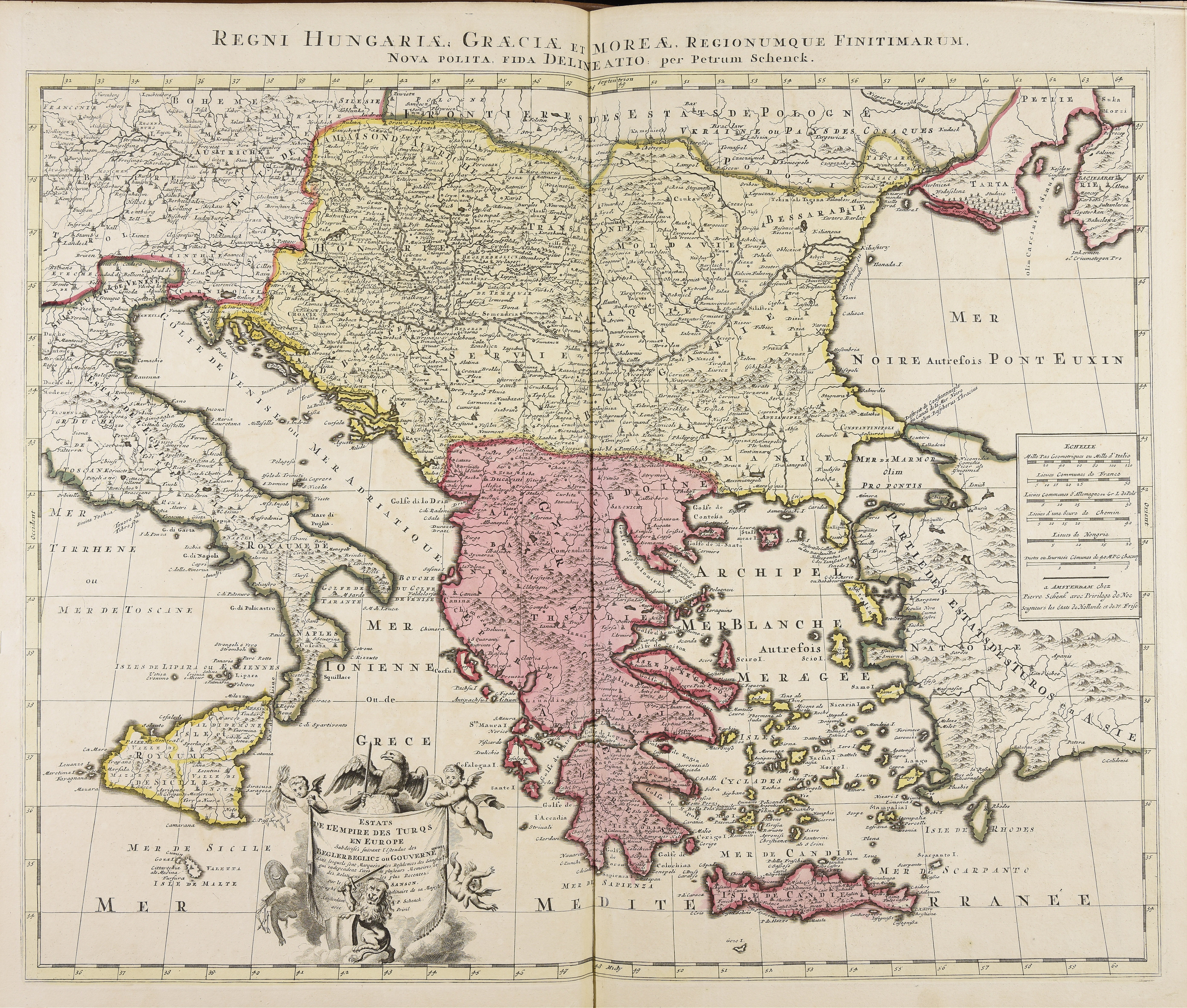
Mappa di Pieter Schenk raffigurante i Regni di Grecia e Ungheria e il confine con l'Impero Ottomano, contenuta negli Atlantis Magni conservati presso la Biblioteca comunale di Trento, risalente probabilmente al XVIII secolo. Da Biblioteca Digitale Trentina.

La raccolta comprende, oltre al fondo della Società Filarmonica trentina, i lasciti di Ricordi, del maestro Luigi Dallapiccola, di Luigi Pigarelli, della famiglia Regazzi, dei Lunelli, di Franco Sartori. A questi si aggiungono i fondi dell'Oratorio parrocchiale del Duomo, della Banda cittadina di Trento, dell’Istituto dei Salesiani; i fondi a Prato, Dapreda, Kirchner e le musiche di Attilio Bormioli.
In totale, i documenti (a stampa e manoscritti) sono più di 20 000, per la maggior parte posteriori al XVII secolo: le edizioni di XVIII e primissimi anni del XIX secolo sono perlopiù austriache e tedesche, a partire dal XIX secolo italiane.
Tra tutti questi, i più rari sono probabilmente i quattro manoscritti e il documento a stampa donati alla Biblioteca da Matteo II Thun:
- un graduale antifonario in notazione Hufnagelschrift (XV secolo);
- una raccolta di musiche in notazione mensurale (XV secolo);
- una raccolta di intavolature di composizioni sacre (tra fine XV e inizio XVI secolo);
- una raccolta di intavolature di danze per liuto (XVII secolo);
- l’edizione veneziana del 1547 della parte del tenor del Vero libro di madrigali a tre voci di Costanzo Festa legata con i Quaranta madrigali di Jhan Gero[90].

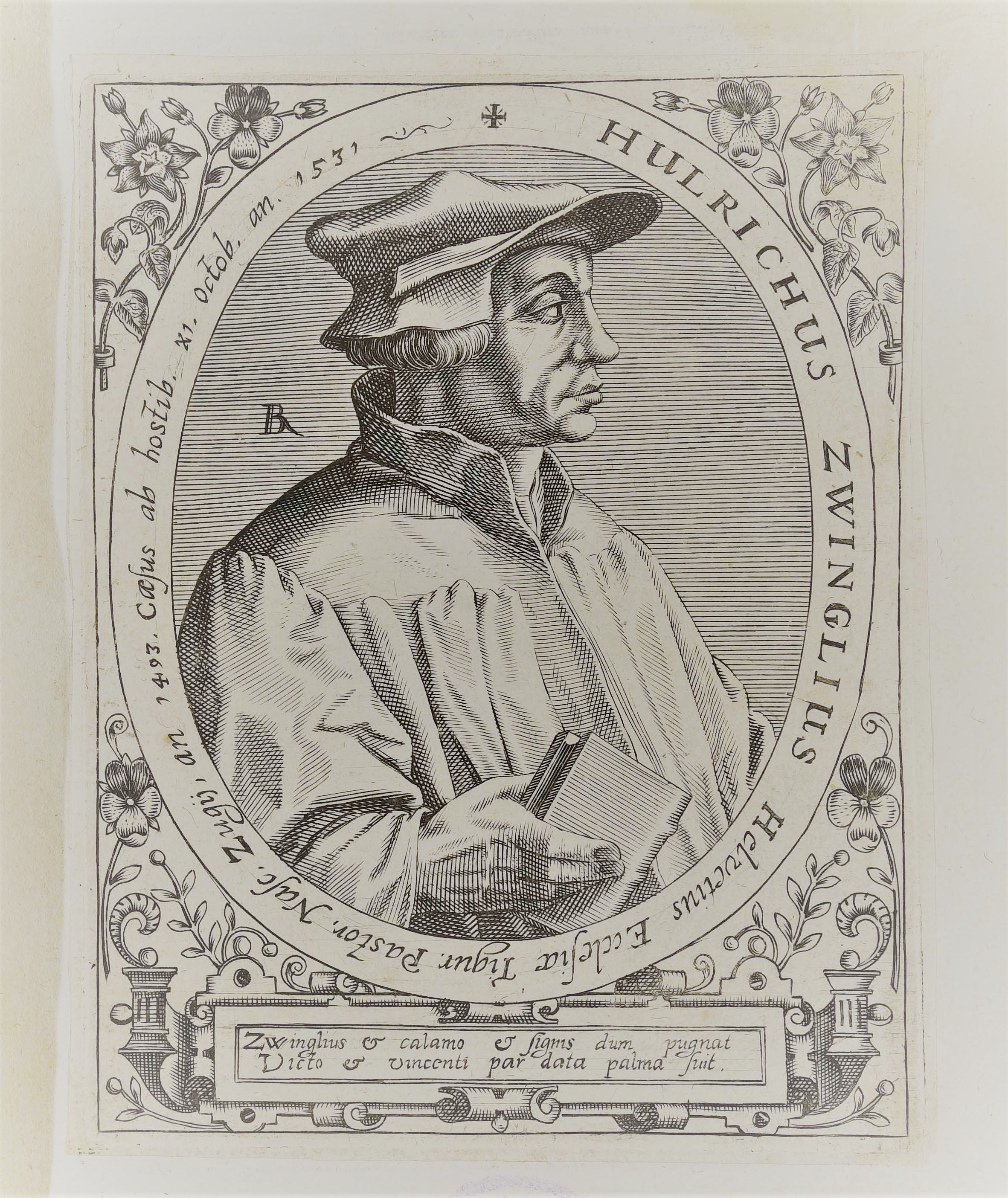
Huldrych Zwingli, Bibliotheca sive thesaurus virtutis, 1627. Incisione di Johann Theodor de Bry. Biblioteca comunale di Trento

#### Fondi speciali (Fondo cartografico e Fondo iconografico).
Nel Fondo cartografico si conservano carte geografiche, atlanti e mappe, a partire dal XVI secolo sino al giorno d'oggi. 
Il materiale (si tratta di più di 3.000 unità) ha pertinenza sia trentina che generale.
Nel Fondo iconografico sono conservati incisioni, disegni, stampe, fotografie, cartoline illustrate, manifesti e calendari recenti.
Anche in questo caso la raccolta ha contenuto e trentino e più generale.

#### Archivi
Nei fondi archivistici della Biblioteca comunale di Trento si trovano documenti medioevali, moderni e contemporanei, in forma originale e in copia.
Si tratta di materiale eterogeneo, proveniente da archivi famigliari o di persona, archivi di enti (quali la Congregazione di Carità o la stessa Biblioteca comunale) e archivi musicali (per la gran parte inerenti al Teatro Sociale di Trento). Per quanto riguarda i fondi di persona, nei casi di scienziati o letterati, la documentazione riguarda principalmente la redazione di opere, memorie e diari, più il carteggio privato; per i personaggi pubblici, talvolta sono presenti le carte di spettanza dell'ufficio ricoperto. La documentazione di istituzioni, laiche ed ecclesiastiche, ha carattere frammentario: ciò nonostante, il materiale comprende statuti e carte di regola, verbali di processi, imbreviature e protocolli notarili.

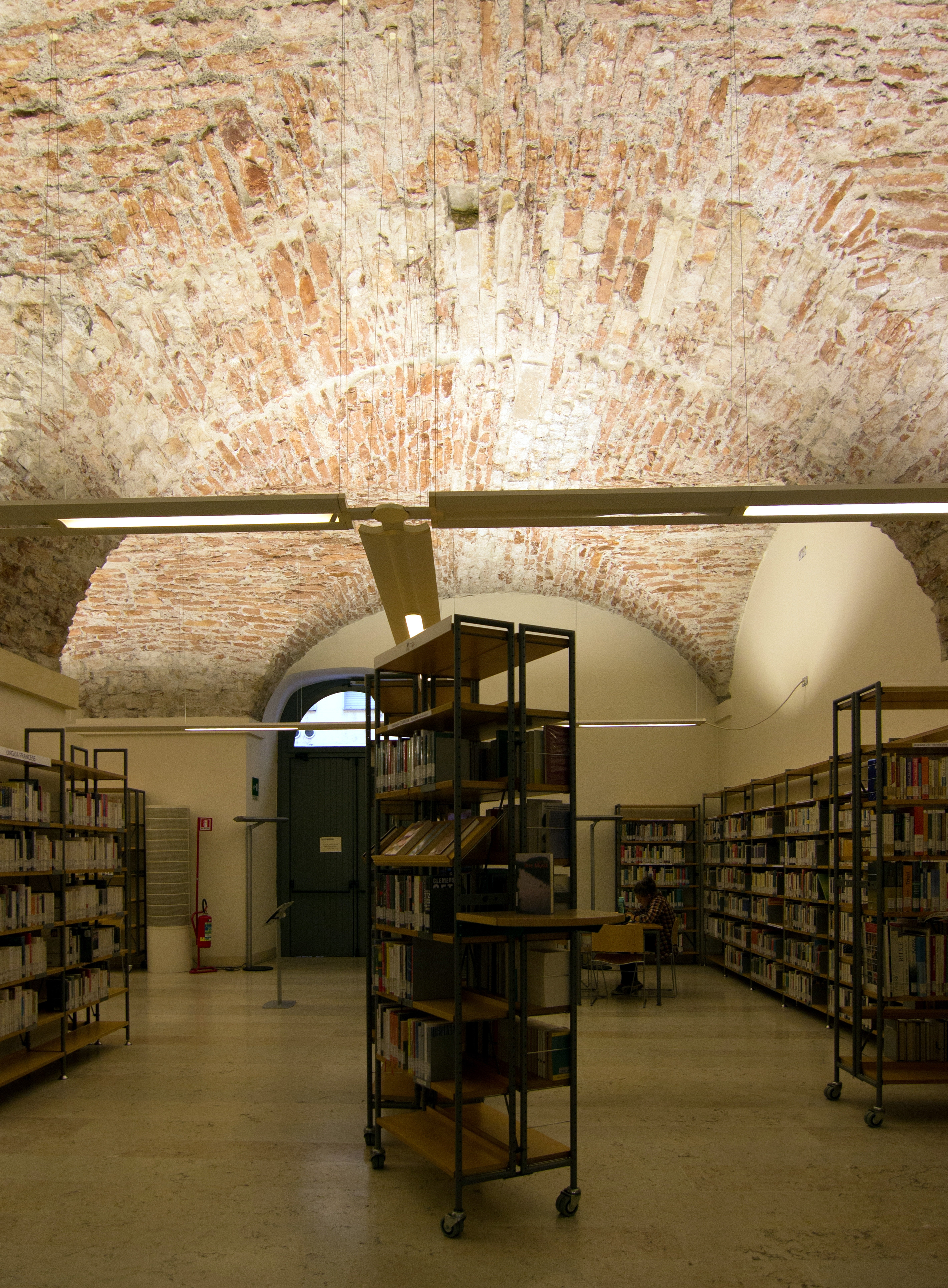
La vecchia sede della Biblioteca austriaca e Sala multilingue. Biblioteca comunale di Trento

### Biblioteca austriaca (Österreich Bibliothek).
A gennaio 2023 i volumi della Biblioteca Austriaca/ Österreich-Bibliothek sono stati trasferiti presso la Biblioteca della Fondazione Bruno Kessler, in via S. Croce, 77, a Trento, dove sono disponibili al prestito.
L'Österreich Bibliothek fu inaugurata nel 1995.
Essa fa parte di un progetto di promozione della storia e della cultura austriache nei territori dell'ex Impero austro-ungarico (Europa centro-orientale): "Österreich Bibliotheken im Ausland".
La sezione nasce infatti come dono del Ministero per gli Affari esteri viennese: "i testi sono in lingua tedesca; le discipline di riferimento spaziano dalla religione alla filosofia, dalle scienze sociali al folklore, dalla linguistica alle scienze pure e applicate, all'arte, la letteratura, la storia e la geografia dell'Austria". Lo stesso dicastero degli Esteri austriaco ha provveduto a incrementare annualmente la raccolta (a proprie spese). La Sezione raggiunge oggi all'incirca le 9000 unità: si tratta di libri, ma anche di periodici.

Assieme all'Österreich Bibliothek sono disponibili i libri raccolti dal Centro Lai (Centro di documentazione sulla Letteratura Austriaca in Italia), il quale riunisce le traduzioni in italiano di opere della letteratura austriaca, oltre agli studi compiuti sugli autori d'Austria da critici italiani.
Nel 2017 il Comune di Trento e l'Università degli Studi di Trento hanno firmato un protocollo d'intesa per una gestione condivisa della Biblioteca austriaca, con l'obiettivo di valorizzarne il patrimonio.
Fino al trasferimento nella Biblioteca della Fondazione Bruno Kessler (2023), la Biblioteca comunale di Trento ha gestito "direttamente la Biblioteca Austriaca / ÖsterreichBibliothek, mantenendola fisicamente presso la sezione dei libri in lingua originale della sede centrale di via Roma"; alla Biblioteca comunale spettavano inoltre i  "conseguenti adempimenti di ordine biblioteconomico, finanziario (per l'acquisto di pubblicazioni sul proprio bilancio) e gestionale, ferma restando la Convenzione con il Ministero per gli Affari Esteri di Vienna".

### Quotidiani e periodici (Emeroteca).
La Biblioteca conserva circa 8000 testate (di cui quasi 3000 attualmente in pubblicazione), tra quotidiani e settimanali trentini e nazionali; riviste di divulgazione, specialistiche e d'ambito locale; riviste edite dal Comune di Trento, fumetti. 
Sono presenti quotidiani e riviste in lingua straniera, presso la Sezione multilingue.

### Altro
La Biblioteca (con tutti i suoi punti di prestito) possiede ampie collezioni di narrativa (romanzi e racconti di tutti i generi) e saggistica (suddivisa tra saggistica adulti, ragazzi e locale).
Nella sede centrale di Via Roma sono presenti DVD e audiolibri. La Biblioteca comunale di Trento aderisce inoltre a MLOL (Media Library On Line), il portale che permette il prestito gratuito, da qualsiasi dispositivo, di e-book, giornali, corsi di formazione, banche dati e altro.

## Digitalizzazione del patrimonio: Biblioteca Digitale Trentina e Progetto GLAM

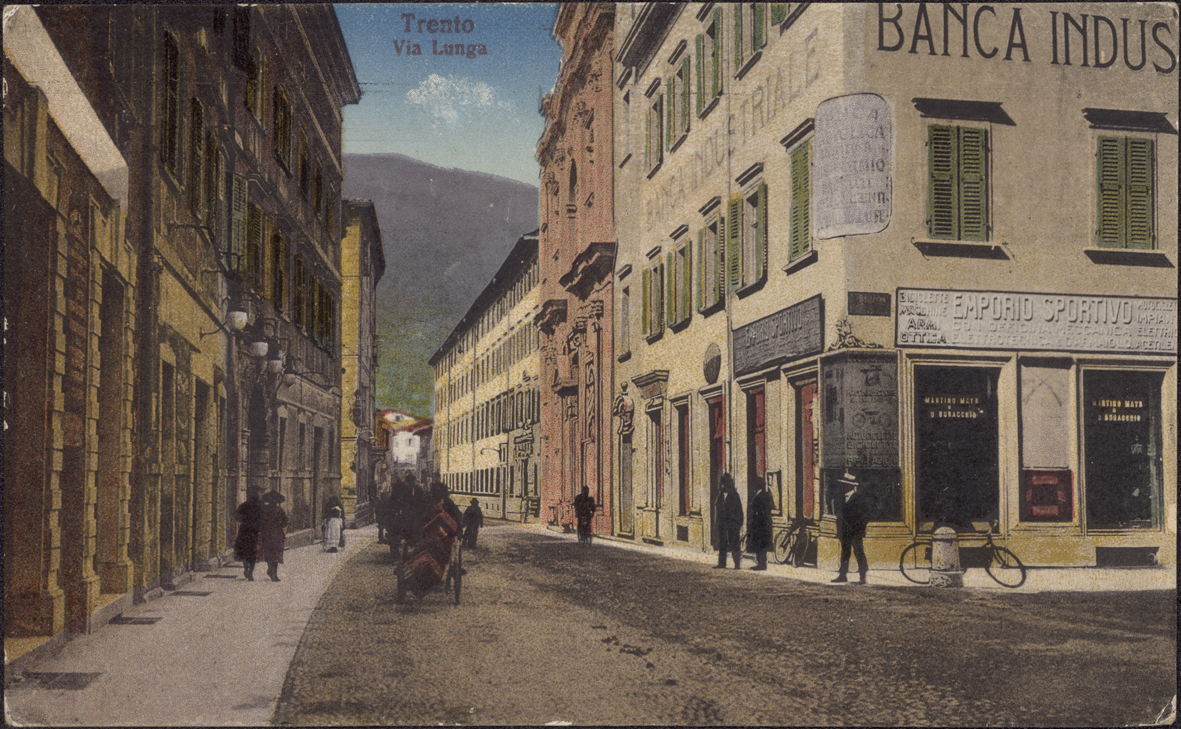
L'odierna via Roma (allora via Lunga) in una cartolina illustrata dei primi decenni del XX secolo. Conservata presso la Biblioteca comunale di Trento. Da Biblioteca Digitale Trentina

La Biblioteca comunale di Trento si avvicinò al mondo digitale nel corso degli anni Ottanta, quando collaborò alla creazione di un OPAC delle biblioteche provinciali: il Catalogo Bibliografico Trentino. 
Il passo successivo fu Ester. Editori e stampatori di Trento e Rovereto (2004): il progetto intendeva fornire una bibliografia il più possibile esaustiva delle antiche edizioni trentine, comprendendo anche quelle conservate al di fuori della provincia. Il lavoro, che censì "tutte le pubblicazioni monografiche (compresi fogli volanti, manifesti, bandi, ecc.) e periodiche stampate nell'ambito dell'attuale territorio trentino dalle origini (1475) all'anno 1800", affiancava alla descrizione dell'esemplare una sua immagine digitalizzata (per i libri generalmente il frontespizio).
Ester fu il primo sito internet curato dalla Biblioteca.
Con gli stessi presupposti nacque in seguito Catina: dalle intenzioni iniziali d'una catalogazione (abbinando descrizione e immagine) delle cartoline trentine illustrate, il progetto si allargò alle rappresentazioni (incisioni) del territorio provinciale sino al XX secolo e anche alle carte geografiche di Trentino e Tirolo storico sino al XIX.
Infine, nel 2014 prese il via Stabat: obiettivi erano questa volta la digitalizzazione e la pubblicazione online delle edizioni trentine stampate tra XV e XVII secolo. Stabat divenne in breve il centro di raccolta per le digitalizzazioni dell'antico materiale testuale della Biblioteca: in esso trovarono infatti ospitalità i progetti Tridentina manifesta (dal fondo bandi e manifesti) e Preserving World's Rarest Books (che riguarda le edizioni più rare tra quelle conservate).
La Biblioteca Digitale Trentina (BDT), online dal 2019, appare dunque come l'approdo naturale di questo percorso. La "BDT" è infatti il sito web che raccoglie tutti i documenti digitali della Biblioteca comunale di Trento: "si tratta di riproduzioni fotografiche di materiali bibliografici di cui la Biblioteca conserva gli originali: libri, carte geografiche, cartoline, spartiti, ecc.".
Il progetto intende implementare l'offerta dell'istituzione, conducendola "verso una nuova prassi che tenga assieme i tradizionali servizi e quelli resi possibili dal mondo digitale". Il sito e il database costituiscono infatti una struttura pensata "per tutte le risorse digitali di una biblioteca".
Il materiale raccolto si suddivide pertanto in tre grandi collezioni:
- Iconografia (di tutti i tipi: cartoline, carte geografiche, incisioni, disegni,...);
- Testi a stampa (libri, manifesti e fogli volanti pubblicati con l'ausilio della stampa a caratteri mobili);
- Manoscritti.

All'interno di queste sono confluite le digitalizzazioni di Catina e Stabat. 
Ciascuna collezione è infatti composta da più progetti, che possono corrispondere a fondi veri e propri della Biblioteca, così come a materiale oggetto di valorizzazione per motivi particolari (vedi ad esempio il nucleo originario di Stabat) o a raccolte di documenti posti sotto tutela per pregio e rarità (es. Preserving the World's Rarest Books). Tutto ciò garantisce una certa stabilità alla struttura del sito, anche a fronte di eventuali nuove digitalizzazioni non previste in fase di progettazione.
Per "valorizzare a tutto tondo e sotto ogni aspetto gli oggetti digitalizzati" le descrizioni del materiale non si concentrano unicamente sulle caratteristiche dell'edizione ma danno rilievo anche alle peculiarità del singolo esemplare (Legatura, Possesso/Provenienza ecc.).
Le immagini presenti sul sito sono tutte JPEG in pubblico dominio: sono pertanto scaricabili gratuitamente. Allo stesso modo è possibile eseguire il download del PDF dell'intero volume digitalizzato. Per ciascun elemento sono inoltre conservati gli originali in TIFF, di proprietà della Biblioteca e disponibili dietro richiesta.

### Progetto GLAM
La Biblioteca aderisce al Progetto Glam della Wikimedia Foundation, nato negli anni 2012-2013 per incentivare il contributo di enti e istituzioni culturali alle piattaforme della fondazione (in particolare Wikipedia, Wikimedia Commons e WikiSource). Valendosi anche del servizio civile volontario, essa porta avanti l'attività dal 2015.

## Archivio Storico

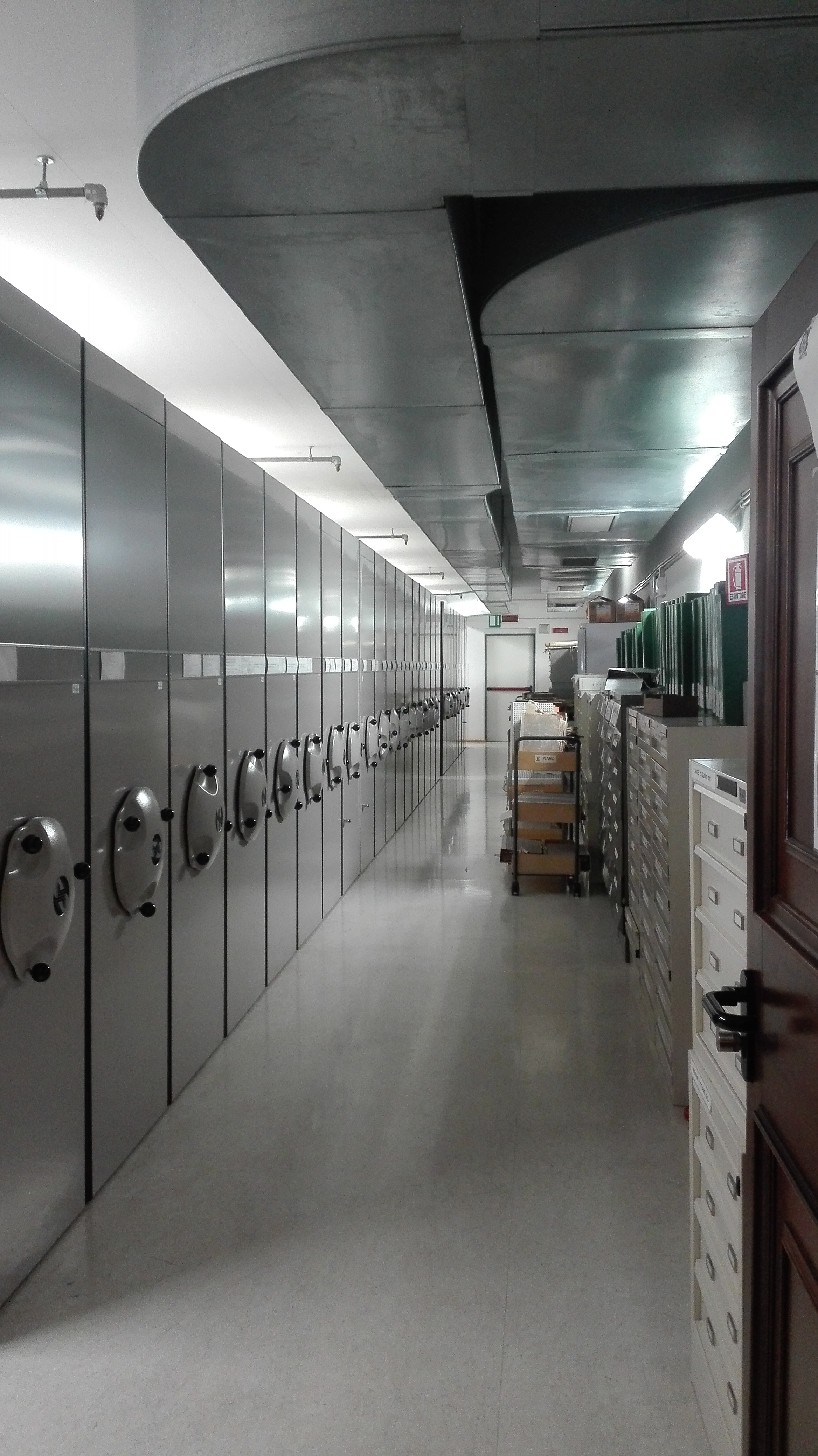
Il deposito della Biblioteca comunale di Trento.

Sin dal 1876, da quando cioè aveva la sua sede nell'attuale via Belenzani, la Biblioteca ospita nei suoi locali l'Archivio Storico del Comune di Trento. Quest'ultimo è senz'altro uno degli archivi più importanti dell'intero territorio provinciale, conservando al suo interno tutta la documentazione prodotta dal Comune tra il XIV secolo (con documenti anche del XIII) e il 1969.
È attualmente suddiviso in cinque sezioni:
- Antico Regime (secolo XIV-1810);
- Ordinamento italico (1810-1817);
- Ordinamento austriaco (1818-1922);
- Ordinamento italiano (1922-1969);
- Fondo speciale del carteggio “Teche” (1816- 1969).

A queste si è aggiunto, nel corso del tempo, un ulteriore e consistente fondo documentario: si tratta degli antichi archivi notarili e giudiziari, concentrati a Trento durante il Regno italico. "Vi fanno parte gli atti appartenenti all’antico archivio notarile della città di Trento (1595-1810), archivi di singoli notai (secoli XV-XVIII), l’archivio dell’Almo collegio dei dottori e notai della città di Trento (secoli XV-XVIII), alcuni archivi giudiziari e notarili della città prodotti in età bavarese e italica (1807-1810), parte della documentazione giudiziaria un tempo prodotta [...] dalla Cancelleria aulica del Principato vescovile di Trento (secoli XVI-XIX)".
In seguito, il Comune di Trento ha acquisito la documentazione dei Cancellieri del Censo del Regno napoleonico d'Italia e del primo periodo che la città passò sotto l'Austria, del Consiglio scolastico civico di Trento (1892-1923), dell’Ufficio comunale del lavoro (1907-1916), dell'Ente comunale di Assistenza (1934-1992) e inoltre "tutti gli archivi prodotti dai cessati comuni circostanti la città ed aggregati al comune di Trento (secolo XVI-1926), comprendenti anche la documentazione prodotta in seguito dalle delegazioni e circoscrizioni (post 1927)".
Nell'Archivio si trovano inoltre raccolte delle leggi austriache del XIX secolo e del XX, del successivo Regno d'Italia e della Repubblica italiana.

## Sede
La sede centrale di via Roma si trova all'interno del Collegio dei Gesuiti di Trento: l'edificio fu acquistato dal Comune nel 1919, aperto al pubblico due anni più tardi e infine implementato nel corso dei lavori di restauro tra anni Novanta e primissimi anni Duemila. 
La Biblioteca si articola oggi su tre piani: al piano terra si trovano l'emeroteca, la Sala giovani, la Sala Manzoni e la Biblioteca austriaca; al primo si trovano le sale studio e la Sala degli affreschi; al secondo l'Archivio storico del Comune di Trento, la Sala trentina, la Sala dei forzieri e la strumentazione idonea alla consultazione dei microfilm; al terzo, infine, sono ubicati gli uffici dei dipendenti e la Direzione della Biblioteca. La Sezione bambini e ragazzi, posta in sede centrale fino al novembre 2015, è ora trasferita nella Palazzina Liberty presso la vicina Piazza Dante.
In più, la Biblioteca comunale di Trento dispone di svariate sedi periferiche e punti di prestito, nei quartieri e nei sobborghi della città.

## Servizi
La Biblioteca offre diversi servizi, tra cui:
- lettura e consultazione;
- prestito, anche digitale tramite MediaLibraryOnLine;
- informazioni bibliografiche;
- servizio di riproduzione (fotocopie, fotografie e microfilm)[114].

## Attività
La Biblioteca comunale di Trento svolge le seguenti attività, presso via Roma ma anche nelle sedi periferiche: 
- gruppi di lettura, curati da facilitatori bibliotecari e volontari del Servizio Civile in italiano, inglese, tedesco e spagnolo;
- attività didattiche annuali per gli studenti e visite guidate rivolte a scuole e anche a gruppi di cittadini;
- la redazione e la cura di informazioni bibliografiche, in occasione di mostre e attività[115].